# Torneo Apertura 2021 (México)
El Torneo Apertura 2021 o también llamado Torneo Grita México Apertura 2021 fue la centésima sexta edición del campeonato de liga de la Primera División del fútbol mexicano; se trató del 51.° torneo corto, luego del cambio en el formato de competencia, con el que se inauguró la temporada 2021-2022.
El Atlas se coronó campeón del torneo por segunda vez en su historia luego de vencer a León en la tanda de penales 4:3. Con este resultado cortó la racha de 70 años sin ser campeón.

## Cambios
- El 24 de mayo de 2021 el presidente de la Liga MX, Mikel Arriola, dio a conocer un paquete de reformas a reglamentos con ejes en lo deportivo, crecimiento económico-comercial y control financiero entre las que destacan para esta división:

1. La eliminación de la Regla del gol de visitante como factor de desempate en la liguilla.
2. El acuerdo de una estrategia entre liga-clubes-árbitros con la intención de aumentar el tiempo efectivo de juego en un 15% teniendo como meta, alcanzar los 54 minutos efectivos de juego por partido.
3. La modificación de las categorías de fuerzas básicas, sustituyendo la sub-13, sub-15, sub-17 por la sub-14, sub-16, sub-18 respectivamente, manteniendo la sub-20.
4. La reducción de la participación de jugadores No Formados en México de 11 a 10 futbolistas en banca, participando 8 en la cancha.
5. El mercado de fichajes de la Liga se ajustará al mercado de fichajes internacional, es decir, este periodo será del 1 de julio al 22 de septiembre, y para el siguiente torneo del 5 de enero al 1 de febrero del 2022.
6. Se implementará el Protocolo de Conmociones contemplando hasta 2 sustituciones por conmoción por partido, según lo establecido por FIFA.

Así mismo informó que las multas a los últimos 3 lugares de la tabla de cocientes, se reducirán hasta al 33%, es decir, pagarán 33, 47 y 80 millones de pesos, sin afectar los subsidios a 12 equipos de la Liga de Expansión MX, que se completarán con los remanentes generados de su último ejercicio, también que se aceptó la inversión extranjera del 50% al Club Necaxa. 
El torneo se iniciará el 23 de julio, jugándose las primeras 3 jornadas sin seleccionados, con 3 jornadas dobles y 3 fechas FIFA para terminar el 12 de diciembre.
- El 21 de julio de 2021 el presidente de la Liga MX, Mikel Arriola, informó que el Torneo cambió de nombre, pasando de Apertura a Torneo Grita México 2021.[5]

## Sistema de competición
El torneo de la Liga BBVA MX, está conformado en dos partes:
- Fase de calificación: Se integra por las 17 jornadas del torneo.
- Fase final: Se integra por los partidos de reclasificación, cuartos de final, semifinal y final, más conocida como liguilla.

### Fase de clasificación
En la fase de clasificación se observó el sistema de puntos. La ubicación en la tabla general, está sujeta a las siguientes condiciones:
- Por juego ganado se obtendrán tres puntos.
- Por juego empatado se obtendrá un punto.
- Por juego perdido no se otorgan puntos.

En esta fase participan los 18 clubes de la Liga BBVA MX jugando en cada torneo todos contra todos durante las 17 jornadas respectivas, a un solo partido.
El orden de los clubes al final de la fase de calificación del torneo corresponderá a la suma de los puntos obtenidos por cada uno de ellos y se presentará en forma descendente. Si al finalizar las 17 jornadas del torneo, dos o más clubes estuviesen empatados en puntos, su posición en la tabla general será determinada atendiendo a los siguientes criterios de desempate:
1. Mejor diferencia entre los goles anotados y recibidos y goles.
2. Mayor número de goles anotados.
3. Marcadores particulares entre los clubes empatados.
4. Mayor número de goles anotados como visitante.
5. Mejor ubicado en la tabla general de cocientes.
6. Tabla Fair Play.
7. Sorteo.

Para determinar los lugares que ocuparán los clubes que participen en la fase final del torneo se tomará como base la tabla general de clasificación.
Participan automáticamente por el título de Campeón de la Liga BBVA MX, los 12 primeros clubes de la tabla general de clasificación al término de las 17 jornadas.

### Fase final
Previo a la ronda de cuartos de final, habrá una fase de reclasificación en la que participarán los clubes ubicados entre las posiciones 5 y 12 de la tabla general. Jugarán el 5 vs. el 12, el 6 vs. el 11, 7 vs. 10 y 8 vs 9. Las eliminatorias se jugarán a un partido, en el estadio del club mejor ubicado en la tabla general. Los 4 clubes ganadores se reubicarán en los lugares del 5 al 8, según su posición en la tabla, para jugar la etapa de cuartos de final. Los equipos ubicados entre los lugares 1 y 4 de la tabla general del torneo regular clasificarán de manera directa a la misma fase.
Los ocho clubes calificados para cuartos de final serán reubicados de acuerdo con el lugar que ocupen en la tabla general al término de la jornada 17, con el puesto del número uno al club mejor clasificado, y así hasta el número 8. Los partidos a esta fase se desarrollarán a visita, en las siguientes etapas:
Los clubes vencedores en los partidos de cuartos de final y semifinal serán aquellos que en los dos juegos anote el mayor número de goles. De existir empate en el número de goles anotados, el club mejor posición en la tabla general de clasificación avanza al siguiente ronda, debido a que esta temporada 2021-2022 no hay gol de visitante durante liguilla para los partidos de cuartos de final y semifinales. 
Los partidos correspondientes a las fases de visita recíproca se jugarán obligatoriamente los días miércoles y sábado, y jueves y domingo eligiendo, en su caso, exclusivamente en forma descendente, los cuatro clubes mejor clasificados en la tabla general al término de la jornada 17, el día y horario de su partido como local. Los siguientes cuatro clubes podrán elegir únicamente el horario.
El club vencedor de la final y por lo tanto campeón, será aquel que en los dos partidos anote el mayor número de goles. Si al término del tiempo reglamentario el partido está empatado, se agregarán dos tiempos extras de 15 minutos cada uno. De persistir el empate en estos periodos, se procederá a lanzar tiros penales hasta que resulte un vencedor.
Los partidos de cuartos de final se jugarán de la siguiente manera:
1.º vs 8.º

2.º vs 7.º

3.º vs 6.º

4.º vs 5.º
En las semifinales participarán los cuatro clubes vencedores de cuartos de final, reubicándolos del uno al cuatro, de acuerdo a su mejor posición en la Tabla general de clasificación al término de la jornada 17 del torneo correspondiente, enfrentándose:
1.º vs 4.º

2.º vs 3.º
Disputarán el título de campeón del Torneo de Apertura 2021, los dos clubes vencedores de la fase semifinal correspondiente, reubicándolos del uno al dos, de acuerdo a su mejor posición en la tabla general de clasificación al término de la jornada 17 de cada torneo.

## Equipos participantes

### Información de los equipos participantes
| Equipo               | Entrenador           | Ciudad                           | Estadio                | Capacidad | Fundación       | Patrocinador       | Kit          |
| -------------------- | -------------------- | -------------------------------- | ---------------------- | --------- | --------------- | ------------------ | ------------ |
| América              | Santiago Solari      | Ciudad de México                 | Azteca                 | 87 000    | 1916 (108 años) | AT&T               | Nike         |
| Atlas                | Diego Cocca          | Guadalajara, Jalisco             | Jalisco                | 56 713    | 1916 (108 años) |                    | Charly       |
| Atlético de San Luis | Marcelo Méndez       | San Luis Potosí, San Luis Potosí | Alfonso Lastras        | 30 000    | 2013 (12 años)  | Canel's            | Pirma        |
| Cruz Azul            | Juan Reynoso         | Ciudad de México                 | Azteca                 | 87 000    | 1927 (98 años)  | Cemento Cruz Azul  | Joma         |
| Guadalajara          | Marcelo Michel Leaño | Guadalajara, Jalisco             | Akron                  | 49 850    | 1906 (119 años) | Caliente           | Puma         |
| Juárez               | Ricardo Ferretti     | Ciudad Juárez, Chihuahua         | Olímpico Benito Juárez | 19 703    | 2015 (10 años)  | S-Mart             | Sporelli     |
| León                 | Ariel Holan          | León de los Aldama, Guanajuato   | León                   | 31 297    | 1943 (81 años)  | Telcel             | Charly       |
| Mazatlán             | Beñat San José       | Mazatlán, Sinaloa                | Mazatlán               | 25 000    | 2020 (5 años)   | Caliente           | Pirma        |
| Monterrey            | Javier Aguirre       | Monterrey, Nuevo León            | BBVA                   | 53 500    | 1945 (80 años)  | BBVA México        | Puma         |
| Necaxa               | Pablo Guede          | Aguascalientes, Aguascalientes   | Victoria               | 25 994    | 1923 (101 años) | Rolcar             | Pirma        |
| Pachuca              | Paulo Pezzolano      | Pachuca de Soto, Hidalgo         | Hidalgo                | 30 000    | 1892 (132 años) | Cementos Fortaleza | Charly       |
| Puebla               | Nicolás Larcamón     | Puebla de Zaragoza, Puebla       | Cuauhtémoc             | 51 726    | 1944 (81 años)  | Baz                | Umbro        |
| Querétaro            | Leonardo Ramos       | Querétaro, Querétaro             | Corregidora            | 35 575    | 1950 (74 años)  | Pedigree           | Charly       |
| Santos               | Guillermo Almada     | Torreón, Coahuila                | Corona                 | 30 000    | 1983 (41 años)  | Soriana            | Charly       |
| Tigres UANL          | Miguel Herrera       | Monterrey, Nuevo León            | Universitario          | 41 615    | 1960 (65 años)  | Cemex              | Adidas       |
| Tijuana              | Sebastián Méndez     | Tijuana, Baja California         | Caliente               | 27 333    | 2007 (18 años)  | Caliente           | Charly       |
| Toluca               | Hernán Cristante     | Toluca, Estado de México         | Nemesio Díez           | 30 000    | 1917 (108 años) | Roshfrans          | Under Armour |
| UNAM                 | Andrés Lillini       | Ciudad de México                 | Olímpico Universitario | 72 000    | 1954 (70 años)  | DHL                | Nike         |

- Datos actualizados al 8 de octubre de 2021.

### Cambios de entrenadores
| Equipo      | Entrenador (jornadas)                                                         |
| ----------- | ----------------------------------------------------------------------------- |
| Querétaro   | Héctor Altamirano (1 - 6) Juan De La Barrera (7) Leonardo Ramos (8 -)         |
| Guadalajara | Víctor Manuel Vucetich (1 - 9) Marcelo Michel Leaño (10 -)                    |
| Necaxa      | Guillermo Vázquez (1 - 10) Gabriel Simón (11) Pablo Guede (12 -)              |
| Tijuana     | Robert Dante Siboldi (1 - 11) Juan Ignacio Palou (12) Sebastián Méndez (13 -) |

### Equipos por Entidad Federativa
Para la temporada 2021-22, la entidad federativa de la República Mexicana con más equipos en la Primera División es la Ciudad de México con tres equipos. Catorce entidades estarán representados en el torneo.
| Entidad Federativa | N.º | Equipos                          |
| ------------------ | --- | -------------------------------- |
| Ciudad de México   | 3   | América, Cruz Azul, y Pumas UNAM |
| Jalisco            | 2   | Atlas y Guadalajara              |
| Nuevo León         | 2   | Monterrey y Tigres UANL          |
| Aguascalientes     | 1   | Necaxa                           |
| Baja California    | 1   | Tijuana                          |
| Chihuahua          | 1   | Juárez                           |
| Coahuila           | 1   | Santos                           |
| Estado de México   | 1   | Toluca                           |
| Guanajuato         | 1   | León                             |
| Hidalgo            | 1   | Pachuca                          |
| Puebla             | 1   | Puebla                           |
| Querétaro          | 1   | Querétaro                        |
| San Luis Potosí    | 1   | Atlético de San Luis             |
| Sinaloa            | 1   | Mazatlán                         |

## Torneo regular
- El Calendario completo según la página oficial.
- Los horarios son correspondientes al Tiempo del Centro de México (UTC-6 y UTC-5 en horario de verano).[15]

| Jornada 1   | Jornada 1 | Jornada 1            | Jornada 1              | Jornada 1   | Jornada 1 | Jornada 1    | Jornada 1  | Jornada 1 | Jornada 1 |
| Local       | Resultado | Visitante            | Estadio                | Fecha       | Hora      | Espectadores | Amonestado | Expulsado |           |
| ----------- | --------- | -------------------- | ---------------------- | ----------- | --------- | ------------ | ---------- | --------- | --------- |
| Querétaro   | 0 - 0     | América              | Corregidora            | 22 de julio | 21:00     | 10 221       | 4          | 0         |           |
| Necaxa      | 0 - 3     | Santos Laguna        | Victoria               | 23 de julio | 19:00     | 9 153        | 4          | 0         |           |
| Juárez      | 1 - 3     | Toluca               | Olímpico Benito Juárez | 23 de julio | 21:00     | 7 345        | 2          | 0         |           |
| Pachuca     | 4 - 0     | León                 | Hidalgo                | 24 de julio | 16:00     | 0            | 2          | 0         |           |
| Guadalajara | 1 - 2     | Atlético de San Luis | Akron                  | 24 de julio | 21:00     | 11 647       | 0          | 0         |           |
| UNAM        | 0 - 0     | Atlas                | Olímpico Universitario | 25 de julio | 12:00     | 0            | 1          | 0         |           |
| Monterrey   | 1 - 1     | Puebla               | BBVA                   | 25 de julio | 19:06     | 20 267       | 2          | 2         |           |
| Tijuana     | 1 - 2     | Tigres               | Caliente               | 25 de julio | 21:06     | 4 333        | 2          | 0         |           |
| Cruz Azul   | 0 - 2     | Mazatlán             | Azteca                 | 26 de julio | 20:00     | 9 598        | 3          | 0         |           |

| Jornada 2            | Jornada 2 | Jornada 2   | Jornada 2               | Jornada 2   | Jornada 2 | Jornada 2    | Jornada 2  | Jornada 2 | Jornada 2 |
| Local                | Resultado | Visitante   | Estadio                 | Fecha       | Hora      | Espectadores | Amonestado | Expulsado |           |
| -------------------- | --------- | ----------- | ----------------------- | ----------- | --------- | ------------ | ---------- | --------- | --------- |
| Mazatlán             | 2 - 1     | Pachuca     | Mazatlán                | 30 de julio | 19:00     | 4 675        | 1          | 0         |           |
| Puebla               | 0 - 2     | Guadalajara | Cuauhtémoc              | 30 de julio | 21:05     | 6 800        | 3          | 0         |           |
| León                 | 2 - 1     | Tijuana     | León                    | 31 de julio | 17:00     | 8 863        | 3          | 0         |           |
| América              | 2 - 1     | Necaxa      | Azteca                  | 31 de julio | 19:00     | 9 590        | 0          | 0         |           |
| Monterrey            | 2 - 0     | UNAM        | BBVA                    | 31 de julio | 21:00     | 20 943       | 3          | 0         |           |
| Atlas                | 2 - 0     | Juárez      | Jalisco                 | 31 de julio | 21:00     | 7 859        | 4          | 0         |           |
| Toluca               | 3 - 1     | Tigres      | Nemesio Díez            | 1 de agosto | 12:00     | 8 540        | 3          | 1         |           |
| Santos Laguna        | 1 - 1     | Cruz Azul   | Corona                  | 1 de agosto | 18:00     | 12 200       | 7          | 0         |           |
| Atlético de San Luis | 1 - 1     | Querétaro   | Alfonso Lastras Ramírez | 2 de agosto | 21:00     | 6 917        | 3          | 1         |           |

| Jornada 3   | Jornada 3 | Jornada 3            | Jornada 3              | Jornada 3   | Jornada 3 | Jornada 3    | Jornada 3  | Jornada 3 | Jornada 3 |
| Local       | Resultado | Visitante            | Estadio                | Fecha       | Hora      | Espectadores | Amonestado | Expulsado |           |
| ----------- | --------- | -------------------- | ---------------------- | ----------- | --------- | ------------ | ---------- | --------- | --------- |
| Querétaro   | 0 - 1     | León                 | Corregidora            | 5 de agosto | 21:05     | 10 031       | 4          | 0         |           |
| Mazatlán    | 1 - 1     | Monterrey            | Mazatlán               | 6 de agosto | 19:00     | 6 543        | 5          | 1         |           |
| Necaxa      | 1 - 2     | Cruz Azul            | Victoria               | 6 de agosto | 21:05     | 13 187       | 3          | 0         |           |
| Tijuana     | 0 - 2     | Toluca               | Caliente               | 6 de agosto | 21:06     | 5 333        | 6          | 0         |           |
| Guadalajara | 2 - 2     | Juárez               | Akron                  | 7 de agosto | 17:00     | 9 208        | 2          | 0         |           |
| América     | 2 - 0     | Puebla               | Azteca                 | 7 de agosto | 19:00     | 8 567        | 4          | 0         |           |
| Tigres      | 1 - 1     | Santos Laguna        | Universitario          | 7 de agosto | 21:00     | 14 350       | 5          | 1         |           |
| UNAM        | 1 - 3     | Atlético de San Luis | Olímpico Universitario | 8 de agosto | 12:00     | 0            | 3          | 0         |           |
| Pachuca     | 0 - 1     | Atlas                | Hidalgo                | 9 de agosto | 21:00     | 0            | 5          | 0         |           |

| Jornada 4            | Jornada 4 | Jornada 4   | Jornada 4               | Jornada 4    | Jornada 4 | Jornada 4    | Jornada 4  | Jornada 4 | Jornada 4 |
| Local                | Resultado | Visitante   | Estadio                 | Fecha        | Hora      | Espectadores | Amonestado | Expulsado |           |
| -------------------- | --------- | ----------- | ----------------------- | ------------ | --------- | ------------ | ---------- | --------- | --------- |
| Atlético de San Luis | 0 - 2     | Necaxa      | Alfonso Lastras Ramírez | 12 de agosto | 21:00     | 4 128        | 5          | 1         |           |
| Puebla               | 1 - 1     | Tigres      | Cuauhtémoc              | 13 de agosto | 19:00     | 7 654        | 1          | 1         |           |
| Juárez               | 1 - 1     | Tijuana     | Olímpico Benito Juárez  | 13 de agosto | 21:00     | 7 806        | 2          | 1         |           |
| UNAM                 | 0 - 0     | Querétaro   | Olímpico Universitario  | 14 de agosto | 17:00     | 0            | 4          | 1         |           |
| León                 | 3 - 0     | Mazatlán    | León                    | 14 de agosto | 19:00     | 9 663        | 3          | 0         |           |
| Cruz Azul            | 4 - 0     | Toluca      | Azteca                  | 14 de agosto | 21:00     | 8 588        | 5          | 1         |           |
| Monterrey            | 3 - 1     | Pachuca     | BBVA                    | 14 de agosto | 21:06     | 15 833       | 0          | 1         |           |
| Atlas                | 0 - 1     | América     | Jalisco                 | 15 de agosto | 17:00     | 13 637       | 1          | 1         |           |
| Santos Laguna        | 0 - 0     | Guadalajara | Corona                  | 15 de agosto | 19:06     | 13 082       | 4          | 0         |           |

| Jornada 5     | Jornada 5 | Jornada 5            | Jornada 5              | Jornada 5      | Jornada 5 | Jornada 5    | Jornada 5  | Jornada 5 | Jornada 5 |
| Local         | Resultado | Visitante            | Estadio                | Fecha          | Hora      | Espectadores | Amonestado | Expulsado |           |
| ------------- | --------- | -------------------- | ---------------------- | -------------- | --------- | ------------ | ---------- | --------- | --------- |
| Toluca        | 2 - 2     | Mazatlán             | Nemesio Díez           | 17 de agosto   | 17:00     | 7 091        | 3          | 0         |           |
| Tigres        | 3 - 0     | Querétaro            | Universitario          | 17 de agosto   | 19:00     | 9 264        | 5          | 1         |           |
| Necaxa        | 3 - 0     | UNAM                 | Victoria               | 17 de agosto   | 21:00     | 9 242        | 2          | 0         |           |
| Tijuana       | 1 - 1     | Puebla               | Caliente               | 17 de agosto   | 21:06     | 3 333        | 4          | 0         |           |
| Cruz Azul     | 1 - 1     | Monterrey            | Azteca                 | 18 de agosto   | 19:00     | 7 720        | 4          | 1         |           |
| Santos Laguna | 1 - 1     | Atlas                | Corona                 | 18 de agosto   | 19:00     | 11 998       | 0          | 0         |           |
| Guadalajara   | 0 - 3     | León                 | Akron                  | 18 de agosto   | 21:00     | 10 892       | 6          | 1         |           |
| Juárez        | 1 - 2     | América              | Olímpico Benito Juárez | 18 de agosto   | 21:00     | 13 992       | 2          | 1         |           |
| Pachuca       | 0 - 0     | Atlético de San Luis | Hidalgo                | 3 de noviembre | 19:00     | 10 683       | 1          | 1         |           |

| Jornada 6            | Jornada 6 | Jornada 6     | Jornada 6               | Jornada 6    | Jornada 6 | Jornada 6    | Jornada 6  | Jornada 6 | Jornada 6 |
| Local                | Resultado | Visitante     | Estadio                 | Fecha        | Hora      | Espectadores | Amonestado | Expulsado |           |
| -------------------- | --------- | ------------- | ----------------------- | ------------ | --------- | ------------ | ---------- | --------- | --------- |
| Mazatlán             | 0 - 3     | Tigres        | Mazatlán                | 20 de agosto | 21:00     | 7 733        | 2          | 2         |           |
| Atlas                | 0 - 0     | Toluca        | Jalisco                 | 21 de agosto | 17:00     | 7 239        | 2          | 0         |           |
| León                 | 1 - 1     | Santos Laguna | León                    | 21 de agosto | 19:00     | 9 239        | 6          | 0         |           |
| Atlético de San Luis | 0 - 0     | Cruz Azul     | Alfonso Lastras Ramírez | 21 de agosto | 21:00     | 3 909        | 6          | 0         |           |
| Monterrey            | 0 - 0     | Guadalajara   | BBVA                    | 21 de agosto | 21:36     | 15 467       | 3          | 1         |           |
| UNAM                 | 2 - 0     | Puebla        | Olímpico Universitario  | 22 de agosto | 12:00     | 0            | 3          | 0         |           |
| América              | 2 - 0     | Tijuana       | Azteca                  | 22 de agosto | 17:00     | 11 655       | 3          | 1         |           |
| Necaxa               | 1 - 0     | Juárez        | Victoria                | 22 de agosto | 19:00     | 8 983        | 0          | 0         |           |
| Querétaro            | 0 - 2     | Pachuca       | Corregidora             | 22 de agosto | 21:00     | 5 190        | 3          | 0         |           |

| Jornada 7     | Jornada 7 | Jornada 7            | Jornada 7     | Jornada 7    | Jornada 7 | Jornada 7    | Jornada 7  | Jornada 7 | Jornada 7 |
| Local         | Resultado | Visitante            | Estadio       | Fecha        | Hora      | Espectadores | Amonestado | Expulsado |           |
| ------------- | --------- | -------------------- | ------------- | ------------ | --------- | ------------ | ---------- | --------- | --------- |
| Mazatlán      | 2 - 2     | Atlético de San Luis | Mazatlán      | 27 de agosto | 19:00     | 5 477        | 4          | 0         |           |
| Puebla        | 1 - 0     | Querétaro            | Cuauhtémoc    | 27 de agosto | 21:00     | 6 086        | 4          | 1         |           |
| Tijuana       | 2 - 2     | Monterrey            | Caliente      | 27 de agosto | 21:06     | 3 333        | 6          | 0         |           |
| Guadalajara   | 2 - 1     | Necaxa               | Akron         | 28 de agosto | 17:00     | 9 603        | 5          | 0         |           |
| Tigres        | 1 - 1     | Atlas                | Universitario | 28 de agosto | 19:00     | 11 225       | 4          | 0         |           |
| León          | 1 - 1     | América              | León          | 28 de agosto | 21:00     | 12 719       | 6          | 1         |           |
| Toluca        | 2 - 1     | UNAM                 | Nemesio Díez  | 29 de agosto | 12:00     | 9 566        | 5          | 3         |           |
| Santos Laguna | 2 - 0     | Juárez               | Corona        | 29 de agosto | 18:00     | 11 691       | 3          | 1         |           |
| Cruz Azul     | 1 - 1     | Pachuca              | Azteca        | 29 de agosto | 20:00     | 14 626       | 5          | 0         |           |

| Jornada 8 | Jornada 8 | Jornada 8            | Jornada 8              | Jornada 8        | Jornada 8 | Jornada 8    | Jornada 8  | Jornada 8 | Jornada 8 |
| Local     | Resultado | Visitante            | Estadio                | Fecha            | Hora      | Espectadores | Amonestado | Expulsado |           |
| --------- | --------- | -------------------- | ---------------------- | ---------------- | --------- | ------------ | ---------- | --------- | --------- |
| Puebla    | 2 - 2     | Atlético de San Luis | Cuauhtémoc             | 10 de septiembre | 19:00     | 3 370        | 4          | 0         |           |
| Juárez    | 2 - 1     | Cruz Azul            | Olímpico Benito Juárez | 10 de septiembre | 21:00     | 11 623       | 8          | 0         |           |
| Tijuana   | 2 - 1     | Santos Laguna        | Caliente               | 10 de septiembre | 21:06     | 6 333        | 6          | 0         |           |
| Atlas     | 2 - 1     | Monterrey            | Jalisco                | 11 de septiembre | 17:00     | 5 568        | 2          | 0         |           |
| Tigres    | 2 - 2     | León                 | Universitario          | 11 de septiembre | 19:00     | 12 962       | 6          | 0         |           |
| América   | 2 - 0     | Mazatlán             | Azteca                 | 11 de septiembre | 21:00     | 14 637       | 4          | 0         |           |
| UNAM      | 0 - 0     | Guadalajara          | Olímpico Universitario | 12 de septiembre | 17:00     | 0            | 3          | 0         |           |
| Querétaro | 3 - 0     | Necaxa               | Corregidora            | 12 de septiembre | 19:00     | 5 704        | 5          | 0         |           |
| Pachuca   | 1 - 2     | Toluca               | Hidalgo                | 13 de septiembre | 21:00     | 0            | 3          | 0         |           |

| Jornada 9            | Jornada 9 | Jornada 9 | Jornada 9               | Jornada 9        | Jornada 9 | Jornada 9    | Jornada 9  | Jornada 9 | Jornada 9 |
| Local                | Resultado | Visitante | Estadio                 | Fecha            | Hora      | Espectadores | Amonestado | Expulsado |           |
| -------------------- | --------- | --------- | ----------------------- | ---------------- | --------- | ------------ | ---------- | --------- | --------- |
| Atlético de San Luis | 4 - 1     | Tijuana   | Alfonso Lastras Ramírez | 16 de septiembre | 19:00     | 3 038        | 5          | 0         |           |
| Necaxa               | 0 - 3     | Atlas     | Victoria                | 17 de septiembre | 21:00     | 11 020       | 2          | 0         |           |
| León                 | 0 - 1     | Juárez    | León                    | 18 de septiembre | 17:00     | 10 078       | 3          | 0         |           |
| Toluca               | 3 - 1     | América   | Nemesio Díez            | 18 de septiembre | 19:00     | 10 297       | 6          | 2         |           |
| Guadalajara          | 1 - 0     | Pachuca   | Akron                   | 18 de septiembre | 21:00     | 11 135       | 3          | 0         |           |
| Mazatlán             | 2 - 2     | UNAM      | Mazatlán                | 18 de septiembre | 21:00     | 7 902        | 3          | 0         |           |
| Cruz Azul            | 2 - 0     | Querétaro | Azteca                  | 19 de septiembre | 19:00     | 14 882       | 1          | 0         |           |
| Monterrey            | 2 - 0     | Tigres    | BBVA                    | 19 de septiembre | 19:06     | 26 755       | 4          | 0         |           |
| Santos Laguna        | 1 - 1     | Puebla    | Corona                  | 19 de septiembre | 21:06     | 11 431       | 6          | 2         |           |

| Jornada 10    | Jornada 10 | Jornada 10           | Jornada 10             | Jornada 10       | Jornada 10 | Jornada 10   | Jornada 10 | Jornada 10 | Jornada 10 |
| Local         | Resultado  | Visitante            | Estadio                | Fecha            | Hora       | Espectadores | Amonestado | Expulsado  |            |
| ------------- | ---------- | -------------------- | ---------------------- | ---------------- | ---------- | ------------ | ---------- | ---------- | ---------- |
| Pachuca       | 1 - 0      | Necaxa               | Hidalgo                | 23 de septiembre | 21:00      | 4 710        | 6          | 0          |            |
| Puebla        | 1 - 1      | Cruz Azul            | Cuauhtémoc             | 24 de septiembre | 20:00      | 14 782       | 0          | 1          |            |
| Tijuana       | 0 - 0      | Mazatlán             | Caliente               | 24 de septiembre | 21:06      | 7 333        | 2          | 0          |            |
| Atlas         | 2 - 0      | León                 | Jalisco                | 25 de septiembre | 17:00      | 8 832        | 7          | 0          |            |
| Tigres        | 0 - 0      | UNAM                 | Universitario          | 25 de septiembre | 19:00      | 15 581       | 3          | 0          |            |
| América       | 0 - 0      | Guadalajara          | Azteca                 | 25 de septiembre | 21:00      | 42 862       | 3          | 0          |            |
| Toluca        | 1 - 2      | Atlético de San Luis | Nemesio Díez           | 26 de septiembre | 12:00      | 6 833        | 5          | 0          |            |
| Santos Laguna | 1 - 2      | Monterrey            | Corona                 | 26 de septiembre | 19:06      | 14 484       | 5          | 0          |            |
| Juárez        | 0 - 0      | Querétaro            | Olímpico Benito Juárez | 8 de octubre     | 19:00      | 10 646       | 5          | 1          |            |

| Jornada 11           | Jornada 11 | Jornada 11    | Jornada 11              | Jornada 11       | Jornada 11 | Jornada 11   | Jornada 11 | Jornada 11 | Jornada 11 |
| Local                | Resultado  | Visitante     | Estadio                 | Fecha            | Hora       | Espectadores | Amonestado | Expulsado  |            |
| -------------------- | ---------- | ------------- | ----------------------- | ---------------- | ---------- | ------------ | ---------- | ---------- | ---------- |
| Monterrey            | 2 - 0      | Toluca        | BBVA                    | 22 de septiembre | 19:06      | 19 836       | 6          | 0          |            |
| Necaxa               | 3 - 0      | Tijuana       | Victoria                | 28 de septiembre | 17:00      | 7 251        | 2          | 1          |            |
| Mazatlán             | 3 - 1      | Juárez        | Mazatlán                | 28 de septiembre | 19:00      | 5 880        | 6          | 0          |            |
| Atlas                | 0 - 1      | Puebla        | Jalisco                 | 28 de septiembre | 21:00      | 9 902        | 6          | 1          |            |
| Pachuca              | 1 - 1      | América       | Hidalgo                 | 28 de septiembre | 21:05      | 7 454        | 2          | 0          |            |
| Atlético de San Luis | 0 - 3      | Tigres        | Alfonso Lastras Ramírez | 29 de septiembre | 17:00      | 9 545        | 4          | 0          |            |
| Querétaro            | 1 - 0      | Guadalajara   | Corregidora             | 29 de septiembre | 21:15      | 6 812        | 8          | 0          |            |
| Cruz Azul            | 0 - 1      | León          | Azteca                  | 3 de noviembre   | 21:00      | 17 928       | 7          | 0          |            |
| UNAM                 | 0 - 3      | Santos Laguna | Olímpico Universitario  | 4 de noviembre   | 19:00      | 14 190       | 5          | 0          |            |

| Jornada 12    | Jornada 12 | Jornada 12           | Jornada 12             | Jornada 12   | Jornada 12 | Jornada 12   | Jornada 12 | Jornada 12 | Jornada 12 |
| Local         | Resultado  | Visitante            | Estadio                | Fecha        | Hora       | Espectadores | Amonestado | Expulsado  |            |
| ------------- | ---------- | -------------------- | ---------------------- | ------------ | ---------- | ------------ | ---------- | ---------- | ---------- |
| Puebla        | 1 - 2      | Pachuca              | Cuauhtémoc             | 1 de octubre | 19:00      | 5 906        | 7          | 1          |            |
| Juárez        | 3 - 1      | Monterrey            | Olímpico Benito Juárez | 1 de octubre | 21:00      | 9 608        | 6          | 0          |            |
| León          | 0 - 0      | Atlético de San Luis | León                   | 2 de octubre | 17:00      | 9 675        | 3          | 2          |            |
| Santos Laguna | 1 - 0      | Mazatlán             | Corona                 | 2 de octubre | 19:06      | 11 293       | 9          | 0          |            |
| Guadalajara   | 0 - 1      | Atlas                | Akron                  | 2 de octubre | 21:00      | 21 709       | 4          | 2          |            |
| Toluca        | 1 - 1      | Querétaro            | Nemesio Díez           | 3 de octubre | 12:00      | 6 575        | 5          | 0          |            |
| América       | 2 - 0      | UNAM                 | Azteca                 | 3 de octubre | 17:00      | 27 571       | 5          | 0          |            |
| Tigres        | 0 - 0      | Necaxa               | Universitario          | 3 de octubre | 19:00      | 15 797       | 6          | 0          |            |
| Tijuana       | 0 - 1      | Cruz Azul            | Caliente               | 3 de octubre | 21:06      | 10 333       | 7          | 0          |            |

| Jornada 13           | Jornada 13 | Jornada 13    | Jornada 13              | Jornada 13    | Jornada 13 | Jornada 13   | Jornada 13 | Jornada 13 | Jornada 13 |
| Local                | Resultado  | Visitante     | Estadio                 | Fecha         | Hora       | Espectadores | Amonestado | Expulsado  |            |
| -------------------- | ---------- | ------------- | ----------------------- | ------------- | ---------- | ------------ | ---------- | ---------- | ---------- |
| Querétaro            | 1 - 1      | Tijuana       | Corregidora             | 14 de octubre | 20:00      | 8 471        | 4          | 1          |            |
| Necaxa               | 0 - 1      | Puebla        | Victoria                | 15 de octubre | 19:00      | 8 723        | 0          | 0          |            |
| Mazatlán             | 1 - 0      | Atlas         | Mazatlán                | 15 de octubre | 21:00      | 8 120        | 6          | 1          |            |
| Monterrey            | 0 - 1      | León          | BBVA                    | 16 de octubre | 17:00      | 26 078       | 7          | 0          |            |
| Atlético de San Luis | 0 - 1      | América       | Alfonso Lastras Ramírez | 16 de octubre | 19:00      | 16 373       | 4          | 0          |            |
| Pachuca              | 1 - 1      | Santos Laguna | Hidalgo                 | 16 de octubre | 19:05      | 5 503        | 4          | 1          |            |
| Cruz Azul            | 1 - 1      | Tigres        | Azteca                  | 16 de octubre | 21:00      | 20 894       | 3          | 0          |            |
| UNAM                 | 1 - 0      | Juárez        | Olímpico Universitario  | 17 de octubre | 12:00      | 9 000        | 4          | 0          |            |
| Guadalajara          | 2 - 0      | Toluca        | Akron                   | 17 de octubre | 17:00      | 15 019       | 6          | 0          |            |

| Jornada 14 | Jornada 14 | Jornada 14           | Jornada 14             | Jornada 14       | Jornada 14 | Jornada 14   | Jornada 14 | Jornada 14 | Jornada 14 |
| Local      | Resultado  | Visitante            | Estadio                | Fecha            | Hora       | Espectadores | Amonestado | Expulsado  |            |
| ---------- | ---------- | -------------------- | ---------------------- | ---------------- | ---------- | ------------ | ---------- | ---------- | ---------- |
| Juárez     | 1 - 0      | Atlético de San Luis | Olímpico Benito Juárez | 21 de septiembre | 21:00      | 11 906       | 5          | 1          |            |
| Querétaro  | 1 - 0      | Monterrey            | Corregidora            | 19 de octubre    | 17:00      | 10 595       | 2          | 0          |            |
| Puebla     | 2 - 0      | Mazatlán             | Cuauhtémoc             | 19 de octubre    | 19:00      | 5 624        | 4          | 0          |            |
| América    | 2 - 1      | Santos Laguna        | Azteca                 | 19 de octubre    | 19:05      | 16 918       | 7          | 1          |            |
| Atlas      | 0 - 0      | Cruz Azul            | Jalisco                | 19 de octubre    | 21:05      | 9 604        | 7          | 0          |            |
| Toluca     | 1 - 1      | Necaxa               | Nemesio Díez           | 20 de octubre    | 19:00      | 10 090       | 5          | 1          |            |
| León       | 1 - 2      | UNAM                 | León                   | 20 de octubre    | 19:00      | 12 333       | 6          | 0          |            |
| Tigres     | 3 - 0      | Pachuca              | Universitario          | 20 de octubre    | 21:00      | 24 153       | 4          | 0          |            |
| Tijuana    | 0 - 0      | Guadalajara          | Caliente               | 20 de octubre    | 21:06      | 10 333       | 4          | 0          |            |

| Jornada 15           | Jornada 15 | Jornada 15 | Jornada 15              | Jornada 15    | Jornada 15 | Jornada 15   | Jornada 15 | Jornada 15 | Jornada 15 |
| Local                | Resultado  | Visitante  | Estadio                 | Fecha         | Hora       | Espectadores | Amonestado | Expulsado  |            |
| -------------------- | ---------- | ---------- | ----------------------- | ------------- | ---------- | ------------ | ---------- | ---------- | ---------- |
| Mazatlán             | 2 - 1      | Querétaro  | Mazatlán                | 22 de octubre | 21:00      | 9 107        | 1          | 0          |            |
| Puebla               | 0 - 1      | León       | Cuauhtémoc              | 23 de octubre | 17:00      | 15 101       | 6          | 1          |            |
| Monterrey            | 0 - 1      | Necaxa     | BBVA                    | 23 de octubre | 17:06      | 23 077       | 4          | 0          |            |
| América              | 1 - 0      | Tigres     | Azteca                  | 23 de octubre | 19:00      | 32 675       | 2          | 0          |            |
| Guadalajara          | 1 - 1      | Cruz Azul  | Akron                   | 23 de octubre | 21:00      | 20 492       | 8          | 0          |            |
| UNAM                 | 3 - 1      | Tijuana    | Olímpico Universitario  | 24 de octubre | 12:00      | 11 981       | 4          | 0          |            |
| Atlético de San Luis | 2 - 6      | Atlas      | Alfonso Lastras Ramírez | 24 de octubre | 19:00      | 9 309        | 1          | 0          |            |
| Santos Laguna        | 2 - 2      | Toluca     | Corona                  | 24 de octubre | 19:06      | 12 511       | 6          | 0          |            |
| Pachuca              | 1 - 1      | Juárez     | Hidalgo                 | 24 de octubre | 21:00      | 2 747        | 3          | 0          |            |

| Jornada 16           | Jornada 16 | Jornada 16    | Jornada 16              | Jornada 16    | Jornada 16 | Jornada 16   | Jornada 16 | Jornada 16 | Jornada 16 |
| Local                | Resultado  | Visitante     | Estadio                 | Fecha         | Hora       | Espectadores | Amonestado | Expulsado  |            |
| -------------------- | ---------- | ------------- | ----------------------- | ------------- | ---------- | ------------ | ---------- | ---------- | ---------- |
| Atlas                | 0 - 2      | Tijuana       | Jalisco                 | 28 de octubre | 19:00      | 10 299       | 4          | 0          |            |
| Necaxa               | 2 - 1      | Mazatlán      | Victoria                | 29 de octubre | 19:00      | 10 809       | 7          | 0          |            |
| Juárez               | 0 - 2      | Puebla        | Olímpico Benito Juárez  | 29 de octubre | 21:00      | 10 942       | 3          | 0          |            |
| Querétaro            | 2 - 3      | Santos Laguna | Corregidora             | 30 de octubre | 17:00      | 13 254       | 4          | 2          |            |
| Pachuca              | 1 - 1      | UNAM          | Hidalgo                 | 30 de octubre | 19:06      | 6 887        | 0          | 0          |            |
| Tigres               | 2 - 1      | Guadalajara   | Universitario           | 30 de octubre | 21:10      | 25 523       | 6          | 0          |            |
| Toluca               | 0 - 0      | León          | Nemesio Díez            | 31 de octubre | 12:00      | 11 210       | 3          | 0          |            |
| Cruz Azul            | 2 - 1      | América       | Azteca                  | 31 de octubre | 17:05      | 31 257       | 3          | 1          |            |
| Atlético de San Luis | 1 - 1      | Monterrey     | Alfonso Lastras Ramírez | 31 de octubre | 19:05      | 7 690        | 2          | 1          |            |

| Jornada 17    | Jornada 17 | Jornada 17           | Jornada 17             | Jornada 17     | Jornada 17 | Jornada 17   | Jornada 17 | Jornada 17 | Jornada 17 |
| Local         | Resultado  | Visitante            | Estadio                | Fecha          | Hora       | Espectadores | Amonestado | Expulsado  |            |
| ------------- | ---------- | -------------------- | ---------------------- | -------------- | ---------- | ------------ | ---------- | ---------- | ---------- |
| Atlas         | 2 - 0      | Querétaro            | Jalisco                | 4 de noviembre | 21:00      | 10 421       | 3          | 0          |            |
| Puebla        | 1 - 0      | Toluca               | Cuauhtémoc             | 5 de noviembre | 19:00      | 16 136       | 4          | 0          |            |
| Mazatlán      | 0 - 1      | Guadalajara          | Mazatlán               | 5 de noviembre | 21:00      | 12 830       | 5          | 0          |            |
| León          | 3 - 0      | Necaxa               | León                   | 6 de noviembre | 17:00      | 11 240       | 1          | 0          |            |
| América       | 0 - 0      | Monterrey            | Azteca                 | 6 de noviembre | 19:00      | 25 654       | 2          | 1          |            |
| Tigres        | 3 - 0      | Juárez               | Universitario          | 6 de noviembre | 21:00      | 26 243       | 2          | 0          |            |
| Tijuana       | 3 - 2      | Pachuca              | Caliente               | 6 de noviembre | 21:06      | 6 333        | 3          | 0          |            |
| UNAM          | 4 - 3      | Cruz Azul            | Olímpico Universitario | 7 de noviembre | 17:00      | 23 573       | 2          | 0          |            |
| Santos Laguna | 0 - 0      | Atlético de San Luis | Corona                 | 7 de noviembre | 19:06      | 14 658       | 0          | 0          |            |

## Tabla general
| Pos. | Equipo               | Pts. | PJ | G  | E | P | GF | GC | Dif. | Clasificación    |
| ---- | -------------------- | ---- | -- | -- | - | - | -- | -- | ---- | ---------------- |
| 1    | América              | 35   | 17 | 10 | 5 | 2 | 21 | 10 | +11  | Cuartos de final |
| 2    | Atlas (C)            | 29   | 17 | 8  | 5 | 4 | 21 | 10 | +11  | Cuartos de final |
| 3    | León                 | 29   | 17 | 8  | 5 | 4 | 20 | 14 | +6   | Cuartos de final |
| 4    | Tigres               | 28   | 17 | 7  | 7 | 3 | 26 | 14 | +12  | Cuartos de final |
| 5    | Santos Laguna        | 24   | 17 | 5  | 9 | 3 | 23 | 16 | +7   | Reclasificación  |
| 6    | Toluca               | 24   | 17 | 6  | 6 | 5 | 22 | 22 | 0    | Reclasificación  |
| 7    | Puebla               | 24   | 17 | 6  | 6 | 5 | 16 | 16 | 0    | Reclasificación  |
| 8    | Cruz Azul            | 23   | 17 | 5  | 8 | 4 | 21 | 17 | +4   | Reclasificación  |
| 9    | Monterrey            | 22   | 17 | 5  | 7 | 5 | 19 | 16 | +3   | Reclasificación  |
| 10   | Guadalajara          | 22   | 17 | 5  | 7 | 5 | 13 | 13 | 0    | Reclasificación  |
| 11   | UNAM                 | 21   | 17 | 5  | 6 | 6 | 17 | 23 | −6   | Reclasificación  |
| 12   | Atlético de San Luis | 20   | 17 | 4  | 8 | 5 | 19 | 23 | −4   | Reclasificación  |
| 13   | Mazatlán             | 20   | 17 | 5  | 5 | 7 | 18 | 24 | −6   |                  |
| 14   | Necaxa               | 20   | 17 | 6  | 2 | 9 | 16 | 22 | −6   |                  |
| 15   | Pachuca              | 18   | 17 | 4  | 6 | 7 | 19 | 21 | −2   |                  |
| 16   | Juárez               | 16   | 17 | 4  | 4 | 9 | 14 | 25 | −11  |                  |
| 17   | Querétaro            | 15   | 17 | 3  | 6 | 8 | 11 | 19 | −8   |                  |
| 18   | Tijuana              | 15   | 17 | 3  | 6 | 8 | 16 | 27 | −11  |                  |

Actualizado a los partidos jugados el 7 de noviembre de 2021.
 Fuente: Página oficial
Criterios de clasificación: Puntos · Diferencia de goles · Goles a favor · Play-off

### Evolución de la Clasificación
Fecha de actualización: 7 de noviembre de 2021
| Equipo               | 1  | 2  | 3  | 4  | 5   | 6   | 7   | 8   | 9   | 10  | 11  | 12  | 13  | 14  | 15  | 16  | 17 |
| Equipo               |    |    |    |    |     |     |     |     |     |     |     |     |     |     |     |     |    |
| -------------------- | -- | -- | -- | -- | --- | --- | --- | --- | --- | --- | --- | --- | --- | --- | --- | --- | -- |
| América              | 9  | 7  | 4  | 1  | 1   | 1   | 1   | 1   | 1   | 1   | 1   | 1   | 1   | 1   | 1   | 1   | 1  |
| Atlas                | 10 | 5  | 5  | 6  | 7   | 7   | 8   | 5   | 3   | 4   | 4   | 2   | 2   | 2   | 2   | 2   | 2  |
| León                 | 18 | 11 | 6  | 3  | 2   | 2   | 2   | 3   | 4   | 6   | 7*  | 8*  | 6*  | 7*  | 5*  | 6*  | 3  |
| Tigres               | 6  | 10 | 10 | 11 | 6   | 3   | 4   | 4   | 8   | 8   | 5   | 5   | 5   | 3   | 4   | 3   | 4  |
| Santos Laguna        | 2  | 3  | 7  | 9  | 9   | 9   | 5   | 6   | 10  | 10  | 11* | 9*  | 11* | 12* | 11* | 9*  | 5  |
| Toluca               | 3  | 1  | 1  | 2  | 3   | 4   | 3   | 2   | 2   | 3   | 3   | 3   | 3   | 4   | 3   | 4   | 6  |
| Puebla               | 8  | 14 | 15 | 16 | 14  | 15  | 14  | 14  | 13  | 14  | 13  | 15  | 13  | 9   | 10  | 8   | 7  |
| Cruz Azul            | 16 | 13 | 11 | 5  | 5   | 6   | 7   | 8   | 7   | 7   | 8*  | 6*  | 7*  | 6*  | 6*  | 5*  | 8  |
| Monterrey            | 7  | 4  | 8  | 4  | 4   | 5   | 6   | 7   | 5   | 2   | 2   | 4   | 4   | 5   | 7   | 7   | 9  |
| Guadalajara          | 13 | 9  | 9  | 10 | 12  | 13  | 11  | 10  | 9   | 9   | 9   | 11  | 9   | 8   | 9   | 12  | 10 |
| UNAM                 | 11 | 15 | 16 | 17 | 18  | 14  | 15  | 17  | 16  | 16  | 17* | 17* | 17* | 17* | 14* | 14* | 11 |
| Atlético de San Luis | 5  | 6  | 2  | 7  | 10* | 10* | 9*  | 9*  | 6*  | 5*  | 6*  | 7*  | 8*  | 10* | 12* | 13* | 12 |
| Mazatlán             | 4  | 2  | 3  | 8  | 8   | 11  | 12  | 12  | 11  | 11  | 10  | 12  | 10  | 11  | 8   | 11  | 13 |
| Necaxa               | 17 | 18 | 18 | 14 | 11  | 8   | 10  | 11  | 12  | 15  | 12  | 14  | 15  | 16  | 13  | 10  | 14 |
| Pachuca              | 1  | 8  | 12 | 12 | 13* | 12* | 13* | 13* | 15* | 13* | 14* | 10* | 12* | 13* | 15* | 15* | 15 |
| Juárez               | 15 | 17 | 14 | 15 | 17  | 17  | 18  | 18  | 14  | 12* | 15* | 13* | 14  | 15  | 16  | 16  | 16 |
| Querétaro            | 12 | 12 | 13 | 13 | 15  | 16  | 17  | 15  | 17  | 18* | 16* | 16* | 16  | 14  | 17  | 17  | 17 |
| Tijuana              | 14 | 16 | 17 | 18 | 16  | 18  | 16  | 16  | 18  | 17  | 18  | 18  | 18  | 18  | 18  | 18  | 18 |

(*) El equipo tuvo un partido pendiente en esa jornada

## Tabla de cocientes
A partir de la temporada 2020-21 se suspendió el ascenso y descenso entre la Liga MX y la Liga de Expansión MX, sin embargo, la tabla de cocientes es utilizada para establecer los pagos de las multas que serán destinadas para el desarrollo de los clubes del circuito de plata. De acuerdo con el artículo 24 del reglamento de competencia se repartirá el pago de $MXN 160 millones entre los tres últimos posicionados en la tabla de cocientes de la siguiente manera: 80 millones el último lugar; 47 millones el penúltimo; y 33 millones serán pagados por el antepenúltimo equipo de la tabla. El equipo que finalice en el último lugar de la tabla iniciará la siguiente temporada con un cociente de cero.
 Fecha de actualización: 7 de noviembre de 2021
| Pos. | Equipo               | A19 | C20 | G20 | GC21 | A21 | Puntos | A19J | C20J | G20J | GC21J | A21J | Juegos | DG  | Cociente |
| ---- | -------------------- | --- | --- | --- | ---- | --- | ------ | ---- | ---- | ---- | ----- | ---- | ------ | --- | -------- |
| 1    | América              | 31  | 34  | 32  | 38   | 35  | 170    | 18   | 17   | 17   | 17    | 17   | 86     | 42  | 1.9767   |
| 2    | León                 | 33  | 29  | 40  | 26   | 29  | 157    | 18   | 17   | 17   | 17    | 17   | 86     | 45  | 1.8256   |
| 3    | Cruz Azul            | 23  | 35  | 29  | 41   | 23  | 151    | 18   | 17   | 17   | 17    | 17   | 86     | 37  | 1.7558   |
| 4    | Santos               | 37  | 29  | 25  | 26   | 24  | 141    | 18   | 17   | 17   | 17    | 17   | 86     | 31  | 1.6396   |
| 5    | Tigres               | 32  | 28  | 28  | 23   | 28  | 139    | 18   | 17   | 17   | 17    | 17   | 86     | 37  | 1.6163   |
| 6    | UNAM                 | 23  | 34  | 32  | 18   | 21  | 128    | 18   | 17   | 17   | 17    | 17   | 86     | 6   | 1.4884   |
| 7    | Guadalajara          | 25  | 25  | 26  | 23   | 22  | 121    | 18   | 17   | 17   | 17    | 17   | 86     | 5   | 1.4070   |
| 8    | Monterrey            | 27  | 14  | 29  | 28   | 22  | 120    | 18   | 17   | 17   | 17    | 17   | 86     | 14  | 1.3953   |
| 9    | Puebla               | 17  | 25  | 20  | 28   | 24  | 114    | 18   | 17   | 17   | 17    | 17   | 86     | -3  | 1.3256   |
| 10   | Pachuca              | 25  | 22  | 25  | 23   | 18  | 113    | 18   | 17   | 17   | 17    | 17   | 86     | 8   | 1.3140   |
| 11   | Atlas                | 21  | 16  | 14  | 25   | 29  | 105    | 18   | 17   | 17   | 17    | 17   | 86     | -5  | 1.2209   |
| 12   | Querétaro            | 31  | 24  | 13  | 21   | 15  | 104    | 18   | 17   | 17   | 17    | 17   | 86     | -9  | 1.2093   |
| 13   | Mazatlán             | 27  | 18  | 16  | 21   | 20  | 102    | 18   | 17   | 17   | 17    | 17   | 86     | -14 | 1.1860   |
| 14   | Atlético de San Luis |     |     |     |      | 20  | 20     |      |      |      |       | 17   | 17     | -4  | 1.1765   |
| 15   | Toluca               | 17  | 17  | 21  | 22   | 24  | 101    | 18   | 17   | 17   | 17    | 17   | 86     | -15 | 1.1744   |
| 16   | Necaxa               | 31  | 14  | 24  | 11   | 20  | 100    | 18   | 17   | 17   | 17    | 17   | 86     | -14 | 1.1628   |
| 17   | Tijuana              | 24  | 16  | 15  | 20   | 15  | 90     | 18   | 17   | 17   | 17    | 17   | 86     | -44 | 1.0465   |
| 18   | Juárez               | 18  | 21  | 19  | 15   | 16  | 89     | 18   | 17   | 17   | 17    | 17   | 86     | -38 | 1.0349   |

     Pago de multa $MXN33 millones.
     Pago de multa $MXN47 millones.
     Pago de multa $MXN80 millones.

## Liguilla
|  | Reclasificación              | Reclasificación              | Reclasificación              |               |   | Cuartos de final                                                         | Cuartos de final                                                         | Cuartos de final                                                         | Cuartos de final                                                         | Cuartos de final                                                         |  |   | Semifinales                                                          | Semifinales                                                          | Semifinales                                                          | Semifinales                                                          | Semifinales                                                          |  |   | Final                                                         | Final                                                         | Final                                                         | Final                                                         | Final                                                         |  |
|  | 20 y 21 de noviembre de 2021 | 20 y 21 de noviembre de 2021 | 20 y 21 de noviembre de 2021 |               |   | 24 y 25 de noviembre de 2021 (ida) 27 y 28 de noviembre de 2021 (vuelta) | 24 y 25 de noviembre de 2021 (ida) 27 y 28 de noviembre de 2021 (vuelta) | 24 y 25 de noviembre de 2021 (ida) 27 y 28 de noviembre de 2021 (vuelta) | 24 y 25 de noviembre de 2021 (ida) 27 y 28 de noviembre de 2021 (vuelta) | 24 y 25 de noviembre de 2021 (ida) 27 y 28 de noviembre de 2021 (vuelta) |  |   | 1 y 2 de diciembre de 2021 (ida) 4 y 5 de diciembre de 2021 (vuelta) | 1 y 2 de diciembre de 2021 (ida) 4 y 5 de diciembre de 2021 (vuelta) | 1 y 2 de diciembre de 2021 (ida) 4 y 5 de diciembre de 2021 (vuelta) | 1 y 2 de diciembre de 2021 (ida) 4 y 5 de diciembre de 2021 (vuelta) | 1 y 2 de diciembre de 2021 (ida) 4 y 5 de diciembre de 2021 (vuelta) |  |   | 9 de diciembre de 2021 (ida) 12 de diciembre de 2021 (vuelta) | 9 de diciembre de 2021 (ida) 12 de diciembre de 2021 (vuelta) | 9 de diciembre de 2021 (ida) 12 de diciembre de 2021 (vuelta) | 9 de diciembre de 2021 (ida) 12 de diciembre de 2021 (vuelta) | 9 de diciembre de 2021 (ida) 12 de diciembre de 2021 (vuelta) |  |
|  |                              |                              |                              |               |   |                                                                          |                                                                          |                                                                          |                                                                          |                                                                          |  |   |                                                                      |                                                                      |                                                                      |                                                                      |                                                                      |  |   |                                                               |                                                               |                                                               |                                                               |                                                               |  |
|  |                              |                              |                              |               |   |                                                                          |                                                                          |                                                                          |                                                                          |                                                                          |  |   |                                                                      |                                                                      |                                                                      |                                                                      |                                                                      |  |   |                                                               |                                                               |                                                               |                                                               |                                                               |  |
|  |                              |                              |                              |               |   |                                                                          |                                                                          |                                                                          |                                                                          |                                                                          |  |   |                                                                      |                                                                      |                                                                      |                                                                      |                                                                      |  |   |                                                               |                                                               |                                                               |                                                               |                                                               |  |
|  |                              |                              |                              |               |   |                                                                          |                                                                          |                                                                          |                                                                          |                                                                          |  |   |                                                                      |                                                                      |                                                                      |                                                                      |                                                                      |  |   |                                                               |                                                               |                                                               |                                                               |                                                               |  |
|  |                              |                              |                              |               |   |                                                                          |                                                                          |                                                                          |                                                                          |                                                                          |  |   |                                                                      |                                                                      |                                                                      |                                                                      |                                                                      |  |   |                                                               |                                                               |                                                               |                                                               |                                                               |  |
|  |                              | 2                            | Atlas (*)                    | 0             | 1 | 1                                                                        |                                                                          |                                                                          |                                                                          |                                                                          |  |   |                                                                      |                                                                      |                                                                      |                                                                      |                                                                      |  |   |                                                               |                                                               |                                                               |                                                               |                                                               |  |
|  |                              |                              |                              | 0             | 1 | 1                                                                        |                                                                          |                                                                          |                                                                          |                                                                          |  |   |                                                                      |                                                                      |                                                                      |                                                                      |                                                                      |  |   |                                                               |                                                               |                                                               |                                                               |                                                               |  |
|  |                              |                              | 9                            | Monterrey     | 0 | 1                                                                        | 1                                                                        |                                                                          |                                                                          |                                                                          |  |   |                                                                      |                                                                      |                                                                      |                                                                      |                                                                      |  |   |                                                               |                                                               |                                                               |                                                               |                                                               |  |
|  | 8                            | Cruz Azul                    | 9                            | Monterrey     | 0 | 1                                                                        | 1                                                                        | 1                                                                        |                                                                          |                                                                          |  |   |                                                                      |                                                                      |                                                                      |                                                                      |                                                                      |  |   |                                                               |                                                               |                                                               |                                                               |                                                               |  |
|  | 8                            | Cruz Azul                    |                              |               |   |                                                                          |                                                                          |                                                                          |                                                                          |                                                                          |  |   |                                                                      |                                                                      |                                                                      |                                                                      |                                                                      |  |   |                                                               |                                                               |                                                               |                                                               |                                                               |  |
|  | 9                            | Monterrey                    | 4                            |               |   |                                                                          |                                                                          |                                                                          |                                                                          |                                                                          |  |   |                                                                      |                                                                      |                                                                      |                                                                      |                                                                      |  |   |                                                               |                                                               |                                                               |                                                               |                                                               |  |
|  | 9                            | Monterrey                    | 4                            |               |   |                                                                          |                                                                          |                                                                          |                                                                          |                                                                          |  | 2 | Atlas (*)                                                            | 1                                                                    | 0                                                                    | 1                                                                    |                                                                      |  |   |                                                               |                                                               |                                                               |                                                               |                                                               |  |
|  |                              |                              |                              |               |   |                                                                          |                                                                          |                                                                          |                                                                          |                                                                          |  | 2 | Atlas (*)                                                            | 1                                                                    | 0                                                                    | 1                                                                    |                                                                      |  |   |                                                               |                                                               |                                                               |                                                               |                                                               |  |
|  |                              |                              | 11                           | UNAM          | 0 | 1                                                                        | 1                                                                        |                                                                          |                                                                          |                                                                          |  |   |                                                                      |                                                                      |                                                                      |                                                                      |                                                                      |  |   |                                                               |                                                               |                                                               |                                                               |                                                               |  |
|  |                              |                              | 11                           | UNAM          | 0 | 1                                                                        | 1                                                                        |                                                                          |                                                                          |                                                                          |  |   |                                                                      |                                                                      |                                                                      |                                                                      |                                                                      |  |   |                                                               |                                                               |                                                               |                                                               |                                                               |  |
|  |                              |                              |                              |               |   |                                                                          |                                                                          |                                                                          |                                                                          |                                                                          |  |   |                                                                      |                                                                      |                                                                      |                                                                      |                                                                      |  |   |                                                               |                                                               |                                                               |                                                               |                                                               |  |
|  |                              |                              |                              |               |   |                                                                          |                                                                          |                                                                          |                                                                          |                                                                          |  |   |                                                                      |                                                                      |                                                                      |                                                                      |                                                                      |  |   |                                                               |                                                               |                                                               |                                                               |                                                               |  |
|  |                              | 1                            | América                      | 0             | 1 | 1                                                                        |                                                                          |                                                                          |                                                                          |                                                                          |  |   |                                                                      |                                                                      |                                                                      |                                                                      |                                                                      |  |   |                                                               |                                                               |                                                               |                                                               |                                                               |  |
|  |                              |                              |                              | 0             | 1 | 1                                                                        |                                                                          |                                                                          |                                                                          |                                                                          |  |   |                                                                      |                                                                      |                                                                      |                                                                      |                                                                      |  |   |                                                               |                                                               |                                                               |                                                               |                                                               |  |
|  |                              |                              | 11                           | UNAM          | 0 | 3                                                                        | 3                                                                        |                                                                          |                                                                          |                                                                          |  |   |                                                                      |                                                                      |                                                                      |                                                                      |                                                                      |  |   |                                                               |                                                               |                                                               |                                                               |                                                               |  |
|  | 6                            | Toluca                       | 11                           | UNAM          | 0 | 3                                                                        | 3                                                                        | 1                                                                        |                                                                          |                                                                          |  |   |                                                                      |                                                                      |                                                                      |                                                                      |                                                                      |  |   |                                                               |                                                               |                                                               |                                                               |                                                               |  |
|  | 6                            | Toluca                       |                              |               |   |                                                                          |                                                                          |                                                                          |                                                                          |                                                                          |  |   |                                                                      |                                                                      |                                                                      |                                                                      |                                                                      |  |   |                                                               |                                                               |                                                               |                                                               |                                                               |  |
|  | 11                           | UNAM                         | 2                            |               |   |                                                                          |                                                                          |                                                                          |                                                                          |                                                                          |  |   |                                                                      |                                                                      |                                                                      |                                                                      |                                                                      |  |   |                                                               |                                                               |                                                               |                                                               |                                                               |  |
|  | 11                           | UNAM                         | 2                            |               |   |                                                                          |                                                                          |                                                                          |                                                                          |                                                                          |  |   |                                                                      |                                                                      |                                                                      |                                                                      |                                                                      |  | 2 | Atlas (p.)                                                    | 2                                                             | 1                                                             | 3 (4)                                                         |                                                               |  |
|  |                              |                              |                              |               |   |                                                                          |                                                                          |                                                                          |                                                                          |                                                                          |  |   |                                                                      |                                                                      |                                                                      |                                                                      |                                                                      |  | 2 | Atlas (p.)                                                    | 2                                                             | 1                                                             | 3 (4)                                                         |                                                               |  |
|  |                              |                              | 3                            | León          | 3 | 0                                                                        | 3 (3)                                                                    |                                                                          |                                                                          |                                                                          |  |   |                                                                      |                                                                      |                                                                      |                                                                      |                                                                      |  |   |                                                               |                                                               |                                                               |                                                               |                                                               |  |
|  |                              |                              | 3                            | León          | 3 | 0                                                                        | 3 (3)                                                                    |                                                                          |                                                                          |                                                                          |  |   |                                                                      |                                                                      |                                                                      |                                                                      |                                                                      |  |   |                                                               |                                                               |                                                               |                                                               |                                                               |  |
|  |                              |                              |                              |               |   |                                                                          |                                                                          |                                                                          |                                                                          |                                                                          |  |   |                                                                      |                                                                      |                                                                      |                                                                      |                                                                      |  |   |                                                               |                                                               |                                                               |                                                               |                                                               |  |
|  |                              |                              |                              |               |   |                                                                          |                                                                          |                                                                          |                                                                          |                                                                          |  |   |                                                                      |                                                                      |                                                                      |                                                                      |                                                                      |  |   |                                                               |                                                               |                                                               |                                                               |                                                               |  |
|  |                              | 3                            | León                         | 1             | 2 | 3                                                                        |                                                                          |                                                                          |                                                                          |                                                                          |  |   |                                                                      |                                                                      |                                                                      |                                                                      |                                                                      |  |   |                                                               |                                                               |                                                               |                                                               |                                                               |  |
|  |                              |                              |                              | 1             | 2 | 3                                                                        |                                                                          |                                                                          |                                                                          |                                                                          |  |   |                                                                      |                                                                      |                                                                      |                                                                      |                                                                      |  |   |                                                               |                                                               |                                                               |                                                               |                                                               |  |
|  |                              |                              | 7                            | Puebla        | 2 | 0                                                                        | 2                                                                        |                                                                          |                                                                          |                                                                          |  |   |                                                                      |                                                                      |                                                                      |                                                                      |                                                                      |  |   |                                                               |                                                               |                                                               |                                                               |                                                               |  |
|  | 7                            | Puebla (p.)                  | 7                            | Puebla        | 2 | 0                                                                        | 2                                                                        | 2 (6)                                                                    |                                                                          |                                                                          |  |   |                                                                      |                                                                      |                                                                      |                                                                      |                                                                      |  |   |                                                               |                                                               |                                                               |                                                               |                                                               |  |
|  | 7                            | Puebla (p.)                  |                              |               |   |                                                                          |                                                                          |                                                                          |                                                                          |                                                                          |  |   |                                                                      |                                                                      |                                                                      |                                                                      |                                                                      |  |   |                                                               |                                                               |                                                               |                                                               |                                                               |  |
|  | 10                           | Guadalajara                  | 2 (5)                        |               |   |                                                                          |                                                                          |                                                                          |                                                                          |                                                                          |  |   |                                                                      |                                                                      |                                                                      |                                                                      |                                                                      |  |   |                                                               |                                                               |                                                               |                                                               |                                                               |  |
|  | 10                           | Guadalajara                  | 2 (5)                        |               |   |                                                                          |                                                                          |                                                                          |                                                                          |                                                                          |  | 3 | León (*)                                                             | 1                                                                    | 2                                                                    | 3                                                                    |                                                                      |  |   |                                                               |                                                               |                                                               |                                                               |                                                               |  |
|  |                              |                              |                              |               |   |                                                                          |                                                                          |                                                                          |                                                                          |                                                                          |  | 3 | León (*)                                                             | 1                                                                    | 2                                                                    | 3                                                                    |                                                                      |  |   |                                                               |                                                               |                                                               |                                                               |                                                               |  |
|  |                              |                              | 4                            | Tigres        | 2 | 1                                                                        | 3                                                                        |                                                                          |                                                                          |                                                                          |  |   |                                                                      |                                                                      |                                                                      |                                                                      |                                                                      |  |   |                                                               |                                                               |                                                               |                                                               |                                                               |  |
|  |                              |                              | 4                            | Tigres        | 2 | 1                                                                        | 3                                                                        |                                                                          |                                                                          |                                                                          |  |   |                                                                      |                                                                      |                                                                      |                                                                      |                                                                      |  |   |                                                               |                                                               |                                                               |                                                               |                                                               |  |
|  |                              |                              |                              |               |   |                                                                          |                                                                          |                                                                          |                                                                          |                                                                          |  |   |                                                                      |                                                                      |                                                                      |                                                                      |                                                                      |  |   |                                                               |                                                               |                                                               |                                                               |                                                               |  |
|  |                              |                              |                              |               |   |                                                                          |                                                                          |                                                                          |                                                                          |                                                                          |  |   |                                                                      |                                                                      |                                                                      |                                                                      |                                                                      |  |   |                                                               |                                                               |                                                               |                                                               |                                                               |  |
|  |                              | 4                            | Tigres (*)                   | 1             | 1 | 2                                                                        |                                                                          |                                                                          |                                                                          |                                                                          |  |   |                                                                      |                                                                      |                                                                      |                                                                      |                                                                      |  |   |                                                               |                                                               |                                                               |                                                               |                                                               |  |
|  |                              |                              |                              | 1             | 1 | 2                                                                        |                                                                          |                                                                          |                                                                          |                                                                          |  |   |                                                                      |                                                                      |                                                                      |                                                                      |                                                                      |  |   |                                                               |                                                               |                                                               |                                                               |                                                               |  |
|  |                              |                              | 5                            | Santos Laguna | 2 | 0                                                                        | 2                                                                        |                                                                          |                                                                          |                                                                          |  |   |                                                                      |                                                                      |                                                                      |                                                                      |                                                                      |  |   |                                                               |                                                               |                                                               |                                                               |                                                               |  |
|  | 5                            | Santos Laguna                | 5                            | Santos Laguna | 2 | 0                                                                        | 2                                                                        | 2                                                                        |                                                                          |                                                                          |  |   |                                                                      |                                                                      |                                                                      |                                                                      |                                                                      |  |   |                                                               |                                                               |                                                               |                                                               |                                                               |  |
|  | 5                            | Santos Laguna                |                              |               |   |                                                                          |                                                                          |                                                                          |                                                                          |                                                                          |  |   |                                                                      |                                                                      |                                                                      |                                                                      |                                                                      |  |   |                                                               |                                                               |                                                               |                                                               |                                                               |  |
|  | 12                           | Atlético San Luis            | 0                            |               |   |                                                                          |                                                                          |                                                                          |                                                                          |                                                                          |  |   |                                                                      |                                                                      |                                                                      |                                                                      |                                                                      |  |   |                                                               |                                                               |                                                               |                                                               |                                                               |  |
|  | 12                           | Atlético San Luis            | 0                            |               |   |                                                                          |                                                                          |                                                                          |                                                                          |                                                                          |  |   |                                                                      |                                                                      |                                                                      |                                                                      |                                                                      |  |   |                                                               |                                                               |                                                               |                                                               |                                                               |  |
|  |                              |                              |                              |               |   |                                                                          |                                                                          |                                                                          |                                                                          |                                                                          |  |   |                                                                      |                                                                      |                                                                      |                                                                      |                                                                      |  |   |                                                               |                                                               |                                                               |                                                               |                                                               |  |

- Campeón y subcampeón clasifican a la Liga de Campeones de la Concacaf 2023

(*) Avanza por su posición de la tabla

### Repechaje
| 20 de noviembre de 2021                  | Santos Laguna                             | 2:0 (0:0) | Atlético de San Luis | Estadio TSM Corona, Torreón                                               |                                                                           |
| 19:00 (UTC-6)                            | A. Preciado 65' · I. Jeraldino 86' (pen.) | Reporte   |                      | Asistencia: 10 048 espectadores Árbitro(s): César Arturo Ramos Palazuelos | Asistencia: 10 048 espectadores Árbitro(s): César Arturo Ramos Palazuelos |
| Santos Laguna avanzó a cuartos de final. |                                           |           |                      |                                                                           |                                                                           |

| 21 de noviembre de 2021         | Toluca               | 1:2 (0:1) | UNAM                          | Estadio Nemesio Diez, Toluca                                         |                                                                      |
| 17:00 (UTC-6)                   | H. Ortega 62' (pen.) | Reporte   | L. López 16' · J. Dinenno 50' | Asistencia: 22 595 espectadores Árbitro(s): Fernando Hernández Gómez | Asistencia: 22 595 espectadores Árbitro(s): Fernando Hernández Gómez |
| UNAM avanzó a cuartos de final. |                      |           |                               |                                                                      |                                                                      |

| 20 de noviembre de 2021           | Puebla                                                                                         | 2:2 (1:1) (6:5 p.)         | Guadalajara                                                                                         | Estadio Cuauhtémoc, Puebla                                           |                                                                      |
| 21:00 (UTC-6)                     | C. Tabó 20' (pen.) · L. Maia 88'                                                               | Reporte                    | 6' I. Brizuela · 62' A. Mayorga                                                                     | Asistencia: 34 530 espectadores Árbitro(s): Marco Antonio Ortiz Nava | Asistencia: 34 530 espectadores Árbitro(s): Marco Antonio Ortiz Nava |
|                                   |                                                                                                | Tiros desde el punto penal | |                                                                      |                                                                      |
|                                   | D. de Buen · D. Álvarez · C. Tabó · D. Villalpando · A. Escoto · J. Salas · I. Reyes · L. Maia |                            | U. Antuna · C. Cisneros · L. Olivas · E. Torres · C. Calderón · C. Huerta · A. Briseño · A. Mayorga |                                                                      |                                                                      |
| Puebla avanzó a cuartos de final. |                                                                                                |                            | |                                                                      |                                                                      |

| 21 de noviembre de 2021 | Cruz Azul    | 1:4 (1:2) | Monterrey                                                    | Estadio Azteca, Ciudad de México                                 |                                                                  |
| 19:15 (UTC-6)           | Y. Yotún 32' | Reporte   | R. Funes Mori 10' (pen.), 56' · M. Meza 27' · V. Janssen 85' | Asistencia: 0 espectadores Árbitro(s): Fernando Guerrero Ramírez | Asistencia: 0 espectadores Árbitro(s): Fernando Guerrero Ramírez |

### Cuartos de final
| 24 de noviembre de 2021 | UNAM | 0:0     | América | Estadio Olímpico Universitario, Ciudad de México                      |                                                                       |
| 19:00 (UTC-6)           |      | Reporte |         | Asistencia: 42 784 espectadores Árbitro(s): Jorge Antonio Pérez Durán | Asistencia: 42 784 espectadores Árbitro(s): Jorge Antonio Pérez Durán |

| 27 de noviembre de 2021                                  | América                | 1:3 (1:2) (Global 1:3) | UNAM                                | Estadio Azteca, Ciudad de México                                     |                                                                      |
| 19:00 (UTC-6)                                            | E. Aguilera 11' (pen.) | Reporte                | W. Corozo 29', 42' · H. Meritão 82' | Asistencia: 51 302 espectadores Árbitro(s): Marco Antonio Ortiz Nava | Asistencia: 51 302 espectadores Árbitro(s): Marco Antonio Ortiz Nava |
| UNAM avanzó a Semifinales con un marcador global de 1-3. |                        |                        |                                     |                                                                      |                                                                      |

| 24 de noviembre de 2021 | Monterrey | 0:0     | Atlas | Estadio BBVA, Guadalupe                                                |                                                                        |
| 21:05 (UTC-6)           |           | Reporte |       | Asistencia: 27 105 espectadores Árbitro(s): Jorge Isaac Rojas Castillo | Asistencia: 27 105 espectadores Árbitro(s): Jorge Isaac Rojas Castillo |

| 27 de noviembre de 2021                                                                                           | Atlas               | 1:1 (1:0) (Global 1:1) | Monterrey       | Estadio Jalisco, Guadalajara                                              |                                                                           |
| 21:05 (UTC-6) | J. Furch 18' (pen.) | Reporte                | A. González 73' | Asistencia: 21 210 espectadores Árbitro(s): César Arturo Ramos Palazuelos | Asistencia: 21 210 espectadores Árbitro(s): César Arturo Ramos Palazuelos |
| Atlas avanzó a las Semifinales por mejor posición en la Tabla regular tras empatar en el marcador global por 1-1. |                     |                        |                 |                                                                           |                                                                           |

| 25 de noviembre de 2021 | Puebla                       | 2:1 (1:1) | León            | Estadio Cuauhtémoc, Puebla                                             |                                                                        |
| 19:00 (UTC-6)           | P. Parra 29' · M. Araujo 78' | Reporte   | S. Barreiro 28' | Asistencia: 27 259 espectadores Árbitro(s): Erick Yair Miranda Galindo | Asistencia: 27 259 espectadores Árbitro(s): Erick Yair Miranda Galindo |

| 28 de noviembre de 2021                                      | León                    | 2:0 (1:0) (Global 3:2) | Puebla | Estadio León, León                                                    |                                                                       |
| 20:05 (UTC-6)                                                | Á. Mena 25', 80' (pen.) | Reporte                |        | Asistencia: 13 307 espectadores Árbitro(s): Jorge Antonio Pérez Durán | Asistencia: 13 307 espectadores Árbitro(s): Jorge Antonio Pérez Durán |
| León avanzó a las Semifinales con un marcador global de 3-2. |                         |                        |        |                                                                       |                                                                       |

| 25 de noviembre de 2021 | Santos Laguna                 | 2:1 (2:0) | Tigres           | Estadio TSM Corona, Torreón                                   |                                                               |
| 21:05 (UTC-6)           | D. Valdés 4' · E. Aguirre 11' | Reporte   | A. P. Gignac 73' | Asistencia: 15 310 espectadores Árbitro(s): Óscar Macías Romo | Asistencia: 15 310 espectadores Árbitro(s): Óscar Macías Romo |

| 28 de noviembre de 2021                                                                                            | Tigres         | 1:0 (0:0) (Global 2:2) | Santos Laguna | Estadio Universitario, San Nicolás de los Garza                            |                                                                            |
| 18:00 (UTC-6) | C. Salcedo 82' | Reporte                |               | Asistencia: 37 438 espectadores Árbitro(s): Luis Enrique Santander Aguirre | Asistencia: 37 438 espectadores Árbitro(s): Luis Enrique Santander Aguirre |
| Tigres avanzó a las Semifinales por mejor posición en la Tabla regular tras empatar en el marcador global por 2-2. |                |                        |               |                                                                            |                                                                            |

### Semifinales
| 2 de diciembre de 2021 | UNAM | 0:1 (0:1) | Atlas        | Estadio Olímpico Universitario, Ciudad de México                       |                                                                        |
| 21:00 (UTC-6)          |      | Reporte   | J. Furch 42' | Asistencia: 48 976 espectadores Árbitro(s): Jorge Isaac Rojas Castillo | Asistencia: 48 976 espectadores Árbitro(s): Jorge Isaac Rojas Castillo |

| 5 de diciembre de 2021                                                                                                 | Atlas | 0:1 (0:0) (Global 1:1) | UNAM           | Estadio Jalisco, Guadalajara                                          |                                                                       |
| 19:00 (UTC-6) |       | Reporte                | J. Dinenno 76' | Asistencia: 42 962 espectadores Árbitro(s): Jorge Antonio Pérez Durán | Asistencia: 42 962 espectadores Árbitro(s): Jorge Antonio Pérez Durán |
| Atlas avanzó a la Final por mejor posición en la tabla de la fase regular, tras empatar en el marcador global por 1-1. |       |                        |                |                                                                       |                                                                       |

| 1 de diciembre de 2021 | Tigres                             | 2:1 (0:0) | León           | Estadio Universitario, San Nicolás de los Garza                      |                                                                      |
| 21:00 (UTC-6)          | F. Thauvin 90' · C. González 90+5' | Reporte   | J. Meneses 57' | Asistencia: 37 785 espectadores Árbitro(s): Marco Antonio Ortiz Nava | Asistencia: 37 785 espectadores Árbitro(s): Marco Antonio Ortiz Nava |

| 4 de diciembre de 2021                                                                                               | León            | 2:1 (1:1) (Global 3:3) | Tigres       | Estadio León, León                                                        |                                                                           |
| 21:00 (UTC-6) | A. Mena 8', 85' | Reporte                | D. Reyes 16' | Asistencia: 23 570 espectadores Árbitro(s): César Arturo Ramos Palazuelos | Asistencia: 23 570 espectadores Árbitro(s): César Arturo Ramos Palazuelos |
| León avanzó a la Final por mejor posición en la tabla de la fase regular, tras empatar en el marcador global por 3-3 |                 |                        |              |                                                                           |                                                                           |

### Final
| 9 de diciembre de 2021 | León                                    | 3:2 (1:1) | Atlas                       | Estadio León, León                                                         |                                                                            |
| 21:00 (UTC-6)          | V. Dávila 36' · Á. Mena 78', 85' (pen.) | Reporte   | L. Reyes 11' · J. Furch 64' | Asistencia: 23 513 espectadores Árbitro(s): Luis Enrique Santander Aguirre | Asistencia: 23 513 espectadores Árbitro(s): Luis Enrique Santander Aguirre |

| 12 de diciembre de 2021                                                                               | Atlas                                                    | 1:0 (1:0, 0:0) (t. s.)(4:3 p.)(Global 3:3) | León                                                         | Estadio Jalisco, Guadalajara                                         |                                                                      |
| 20:15 (UTC-6)                                                                                         | A. Rocha 55'                                             | Reporte                                    |                                                              | Asistencia: 54 089 espectadores Árbitro(s): Marco Antonio Ortiz Nava | Asistencia: 54 089 espectadores Árbitro(s): Marco Antonio Ortiz Nava |
| |                                                          | Tiros desde el punto penal                 |                                                              |                                                                      |                                                                      |
| | J. Angulo · A. Rocha · E. Zaldívar · B. Trejo · J. Furch |                                            | E. Hernández · F. Navarro · Á. Mena · W. Tesillo · L. Montes |                                                                      |                                                                      |
| Atlas campeón del Torneo Apertura 2021, tras empatar 3-3 en el global y ganar por 4-3 en los penales. |                                                          |                                            |                                                              |                                                                      |                                                                      |

#### Final - Ida
| 30    | POR   | Rodolfo Cota        |     |
| 4     | DEF   | Andrés Mosquera     | 35' |
| 21    | DEF   | Stiven Barreiro     |     |
| 6     | DEF   | William Tesillo     |     |
| 28    | DEF   | José David Ramírez  |     |
| 8     | MED   | Iván Rodríguez      |     |
| 22    | MED   | Santiago Colombatto | 67' |
| 13    | MED   | Ángel Mena          |     |
| 25    | MED   | Omar Fernández      | 67' |
| 16    | MED   | Jean Meneses        | 89' |
| 7     | DEL   | Víctor Dávila       | 89' |
| D. T. | D. T. | Ariel Holan         |     |

| 12    | POR   | Camilo Vargas       |     |
| 15    | DEF   | Diego Barbosa       | 78' |
| 5     | DEF   | Anderson Santamaría |     |
| 2     | DEF   | Martín Nervo        |     |
| 27    | DEF   | Jesús Angulo        |     |
| 14    | DEF   | Luis Reyes          | 72' |
| 26    | MED   | Aldo Rocha          |     |
| 20    | MED   | Jairo Torres        |     |
| 18    | MED   | Jeremy Márquez      | 72' |
| 9     | DEL   | Julio Furch         |     |
| 33    | DEL   | Julián Quiñones     |     |
| D. T. | D. T. | Diego Cocca         |     |

| 23 | DEF | Ramiro González    | 35' |
| 10 | MED | Luis Montes        | 67' |
| 20 | DEL | Emmanuel Gigliotti | 67' |
| 11 | MED | Elías Hernández    | 89' |
| 26 | MED | Fidel Ambriz       | 89' |

| 21 | DEF | Aníbal Chalá   | 72' |
| 6  | MED | Edgar Zaldívar | 72' |
| 4  | DEF | José Abella    | 78' |

| 36' · 78' · 85' | Víctor Dávila Ángel Mena | 1:1 2:2 3:2 |

| 11' · 64' | Luis Reyes Julio Furch | 0:1 1:2 |

| 81' | Víctor Dávila |

| 4' · 67' · 82' · 86' | Diego Barbosa Aldo Rocha José Abella Julián Quiñones |

| Principal  | Luis Enrique Santander Aguirre  |
| Asistentes | José Ibrahim Martínez Chavarría |
|            | Jorge Antonio Sánchez Espinoza  |
| Cuarto     | Óscar Mejía García              |

|                    |     |     |
| Tiros              | 12  | 8   |
| Tiros a puerta     | 5   | 3   |
| Faltas             | 18  | 16  |
| Saques de esquina  | 2   | 3   |
| Penaltis           | 1   | 0   |
| Fueras de juego    | 1   | 3   |
| Posesión del balón | 69% | 31% |

| Alineación inicial |

| 30    | POR   | Rodolfo Cota        |     |
| 4     | DEF   | Andrés Mosquera     | 35' |
| 21    | DEF   | Stiven Barreiro     |     |
| 6     | DEF   | William Tesillo     |     |
| 28    | DEF   | José David Ramírez  |     |
| 8     | MED   | Iván Rodríguez      |     |
| 22    | MED   | Santiago Colombatto | 67' |
| 13    | MED   | Ángel Mena          |     |
| 25    | MED   | Omar Fernández      | 67' |
| 16    | MED   | Jean Meneses        | 89' |
| 7     | DEL   | Víctor Dávila       | 89' |
| D. T. | D. T. | Ariel Holan         |     |

| 12    | POR   | Camilo Vargas       |     |
| 15    | DEF   | Diego Barbosa       | 78' |
| 5     | DEF   | Anderson Santamaría |     |
| 2     | DEF   | Martín Nervo        |     |
| 27    | DEF   | Jesús Angulo        |     |
| 14    | DEF   | Luis Reyes          | 72' |
| 26    | MED   | Aldo Rocha          |     |
| 20    | MED   | Jairo Torres        |     |
| 18    | MED   | Jeremy Márquez      | 72' |
| 9     | DEL   | Julio Furch         |     |
| 33    | DEL   | Julián Quiñones     |     |
| D. T. | D. T. | Diego Cocca         |     |

| 23 | DEF | Ramiro González    | 35' |
| 10 | MED | Luis Montes        | 67' |
| 20 | DEL | Emmanuel Gigliotti | 67' |
| 11 | MED | Elías Hernández    | 89' |
| 26 | MED | Fidel Ambriz       | 89' |

| 21 | DEF | Aníbal Chalá   | 72' |
| 6  | MED | Edgar Zaldívar | 72' |
| 4  | DEF | José Abella    | 78' |

| 36' · 78' · 85' | Víctor Dávila Ángel Mena | 1:1 2:2 3:2 |

| 11' · 64' | Luis Reyes Julio Furch | 0:1 1:2 |

| 81' | Víctor Dávila |

| 4' · 67' · 82' · 86' | Diego Barbosa Aldo Rocha José Abella Julián Quiñones |

| Principal  | Luis Enrique Santander Aguirre  |
| Asistentes | José Ibrahim Martínez Chavarría |
|            | Jorge Antonio Sánchez Espinoza  |
| Cuarto     | Óscar Mejía García              |

|                    |     |     |
| Tiros              | 12  | 8   |
| Tiros a puerta     | 5   | 3   |
| Faltas             | 18  | 16  |
| Saques de esquina  | 2   | 3   |
| Penaltis           | 1   | 0   |
| Fueras de juego    | 1   | 3   |
| Posesión del balón | 69% | 31% |

| Alineación inicial |

| 30    | POR   | Rodolfo Cota        |     |
| 4     | DEF   | Andrés Mosquera     | 35' |
| 21    | DEF   | Stiven Barreiro     |     |
| 6     | DEF   | William Tesillo     |     |
| 28    | DEF   | José David Ramírez  |     |
| 8     | MED   | Iván Rodríguez      |     |
| 22    | MED   | Santiago Colombatto | 67' |
| 13    | MED   | Ángel Mena          |     |
| 25    | MED   | Omar Fernández      | 67' |
| 16    | MED   | Jean Meneses        | 89' |
| 7     | DEL   | Víctor Dávila       | 89' |
| D. T. | D. T. | Ariel Holan         |     |

| 12    | POR   | Camilo Vargas       |     |
| 15    | DEF   | Diego Barbosa       | 78' |
| 5     | DEF   | Anderson Santamaría |     |
| 2     | DEF   | Martín Nervo        |     |
| 27    | DEF   | Jesús Angulo        |     |
| 14    | DEF   | Luis Reyes          | 72' |
| 26    | MED   | Aldo Rocha          |     |
| 20    | MED   | Jairo Torres        |     |
| 18    | MED   | Jeremy Márquez      | 72' |
| 9     | DEL   | Julio Furch         |     |
| 33    | DEL   | Julián Quiñones     |     |
| D. T. | D. T. | Diego Cocca         |     |

| 23 | DEF | Ramiro González    | 35' |
| 10 | MED | Luis Montes        | 67' |
| 20 | DEL | Emmanuel Gigliotti | 67' |
| 11 | MED | Elías Hernández    | 89' |
| 26 | MED | Fidel Ambriz       | 89' |

| 21 | DEF | Aníbal Chalá   | 72' |
| 6  | MED | Edgar Zaldívar | 72' |
| 4  | DEF | José Abella    | 78' |

| 36' · 78' · 85' | Víctor Dávila Ángel Mena | 1:1 2:2 3:2 |

| 11' · 64' | Luis Reyes Julio Furch | 0:1 1:2 |

| 81' | Víctor Dávila |

| 4' · 67' · 82' · 86' | Diego Barbosa Aldo Rocha José Abella Julián Quiñones |

| Principal  | Luis Enrique Santander Aguirre  |
| Asistentes | José Ibrahim Martínez Chavarría |
|            | Jorge Antonio Sánchez Espinoza  |
| Cuarto     | Óscar Mejía García              |

|                    |     |     |
| Tiros              | 12  | 8   |
| Tiros a puerta     | 5   | 3   |
| Faltas             | 18  | 16  |
| Saques de esquina  | 2   | 3   |
| Penaltis           | 1   | 0   |
| Fueras de juego    | 1   | 3   |
| Posesión del balón | 69% | 31% |

| Alineación inicial |

| 30    | POR   | Rodolfo Cota        |     |
| 4     | DEF   | Andrés Mosquera     | 35' |
| 21    | DEF   | Stiven Barreiro     |     |
| 6     | DEF   | William Tesillo     |     |
| 28    | DEF   | José David Ramírez  |     |
| 8     | MED   | Iván Rodríguez      |     |
| 22    | MED   | Santiago Colombatto | 67' |
| 13    | MED   | Ángel Mena          |     |
| 25    | MED   | Omar Fernández      | 67' |
| 16    | MED   | Jean Meneses        | 89' |
| 7     | DEL   | Víctor Dávila       | 89' |
| D. T. | D. T. | Ariel Holan         |     |

| 12    | POR   | Camilo Vargas       |     |
| 15    | DEF   | Diego Barbosa       | 78' |
| 5     | DEF   | Anderson Santamaría |     |
| 2     | DEF   | Martín Nervo        |     |
| 27    | DEF   | Jesús Angulo        |     |
| 14    | DEF   | Luis Reyes          | 72' |
| 26    | MED   | Aldo Rocha          |     |
| 20    | MED   | Jairo Torres        |     |
| 18    | MED   | Jeremy Márquez      | 72' |
| 9     | DEL   | Julio Furch         |     |
| 33    | DEL   | Julián Quiñones     |     |
| D. T. | D. T. | Diego Cocca         |     |

| 23 | DEF | Ramiro González    | 35' |
| 10 | MED | Luis Montes        | 67' |
| 20 | DEL | Emmanuel Gigliotti | 67' |
| 11 | MED | Elías Hernández    | 89' |
| 26 | MED | Fidel Ambriz       | 89' |

| 21 | DEF | Aníbal Chalá   | 72' |
| 6  | MED | Edgar Zaldívar | 72' |
| 4  | DEF | José Abella    | 78' |

| 36' · 78' · 85' | Víctor Dávila Ángel Mena | 1:1 2:2 3:2 |

| 11' · 64' | Luis Reyes Julio Furch | 0:1 1:2 |

| 81' | Víctor Dávila |

| 4' · 67' · 82' · 86' | Diego Barbosa Aldo Rocha José Abella Julián Quiñones |

| Principal  | Luis Enrique Santander Aguirre  |
| Asistentes | José Ibrahim Martínez Chavarría |
|            | Jorge Antonio Sánchez Espinoza  |
| Cuarto     | Óscar Mejía García              |

|                    |     |     |
| Tiros              | 12  | 8   |
| Tiros a puerta     | 5   | 3   |
| Faltas             | 18  | 16  |
| Saques de esquina  | 2   | 3   |
| Penaltis           | 1   | 0   |
| Fueras de juego    | 1   | 3   |
| Posesión del balón | 69% | 31% |

| Alineación inicial |

#### Final - Vuelta
| 12    | POR   | Camilo Vargas       |       |
| 15    | DEF   | Diego Barbosa       |       |
| 5     | DEF   | Anderson Santamaría | 90+2' |
| 2     | DEF   | Martín Nervo        |       |
| 27    | DEF   | Jesús Angulo        |       |
| 14    | DEF   | Luis Reyes          | 110'  |
| 26    | MED   | Aldo Rocha          |       |
| 20    | MED   | Jairo Torres        | 110'  |
| 18    | MED   | Jeremy Márquez      | 78'   |
| 9     | DEL   | Julio Furch         |       |
| 33    | DEL   | Julián Quiñones     | 71'   |
| D. T. | D. T. | Diego Cocca         |       |

| 30    | POR   | Rodolfo Cota        |      |
| 28    | DEF   | José David Ramírez  |      |
| 23    | DEF   | Ramiro González     | 75'  |
| 21    | DEF   | Stiven Barreiro     |      |
| 6     | DEF   | William Tesillo     |      |
| 8     | MED   | Iván Rodríguez      | 105' |
| 22    | MED   | Santiago Colombatto | 63'  |
| 13    | MED   | Ángel Mena          |      |
| 16    | MED   | Jean Meneses        | 83'  |
| 25    | MED   | Omar Fernández      | 63'  |
| 7     | DEL   | Víctor Dávila       | 105' |
| D. T. | D. T. | Ariel Holan         |      |

| 28 | DEL | Brayan Trejo   | 71'   |
| 6  | MED | Edgar Zaldívar | 78'   |
| 21 | DEF | Aníbal Chalá   | 90+2' |
| 13 | DEF | Gaddi Aguirre  | 110'  |
| 11 | MED | Brayan Garnica | 110'  |

| 10 | MED | Luis Montes        | 63'  |
| 20 | DEL | Emmanuel Gigliotti | 63'  |
| 24 | DEF | Osvaldo Rodríguez  | 74'  |
| 11 | DEL | Elías Hernández    | 83'  |
| 5  | DEF | Fernando Navarro   | 105' |
| 14 | DEL | Santiago Ormeño    | 105' |

| 55' | Aldo Rocha | 1:0 |

| Acierto de penal · Fallo de penal (poste) · Acierto de penal · Acierto de penal · Acierto de penal | Jesús Angulo Aldo Rocha Edgar Zaldívar Brayan Trejo Julio Furch | 1:1 2:2 3:3 4:3 |

| Acierto de penal · Fallo de penal (atajado) · Acierto de penal · Acierto de penal · Fallo de penal (atajado) | Elías Hernández Fernando Navarro Ángel Mena William Tesillo Luis Montes | 0:1 1:1 1:2 2:3 3:3 |

| 98' · 99' | Aldo Rocha Luis Reyes |

| 85' | Emmanuel Gigliotti |

| 90' · 90+4' | Jean Meneses Emmanuel Gigliotti |

| Principal  | Marco Antonio Ortiz Nava         |
| Asistentes | Christian Kiabek Espinosa Zavala |
|            | Michel Alejandro Morales Morales |
| Cuarto     | Jorge Antonio Pérez Durán        |

|                    |     |     |
| Tiros              | 20  | 11  |
| Tiros a puerta     | 9   | 2   |
| Faltas             | 24  | 18  |
| Saques de esquina  | 5   | 6   |
| Fueras de juego    | 0   | 1   |
| Posesión del balón | 52% | 48% |

| Alineación inicial |

| 12    | POR   | Camilo Vargas       |       |
| 15    | DEF   | Diego Barbosa       |       |
| 5     | DEF   | Anderson Santamaría | 90+2' |
| 2     | DEF   | Martín Nervo        |       |
| 27    | DEF   | Jesús Angulo        |       |
| 14    | DEF   | Luis Reyes          | 110'  |
| 26    | MED   | Aldo Rocha          |       |
| 20    | MED   | Jairo Torres        | 110'  |
| 18    | MED   | Jeremy Márquez      | 78'   |
| 9     | DEL   | Julio Furch         |       |
| 33    | DEL   | Julián Quiñones     | 71'   |
| D. T. | D. T. | Diego Cocca         |       |

| 30    | POR   | Rodolfo Cota        |      |
| 28    | DEF   | José David Ramírez  |      |
| 23    | DEF   | Ramiro González     | 75'  |
| 21    | DEF   | Stiven Barreiro     |      |
| 6     | DEF   | William Tesillo     |      |
| 8     | MED   | Iván Rodríguez      | 105' |
| 22    | MED   | Santiago Colombatto | 63'  |
| 13    | MED   | Ángel Mena          |      |
| 16    | MED   | Jean Meneses        | 83'  |
| 25    | MED   | Omar Fernández      | 63'  |
| 7     | DEL   | Víctor Dávila       | 105' |
| D. T. | D. T. | Ariel Holan         |      |

| 28 | DEL | Brayan Trejo   | 71'   |
| 6  | MED | Edgar Zaldívar | 78'   |
| 21 | DEF | Aníbal Chalá   | 90+2' |
| 13 | DEF | Gaddi Aguirre  | 110'  |
| 11 | MED | Brayan Garnica | 110'  |

| 10 | MED | Luis Montes        | 63'  |
| 20 | DEL | Emmanuel Gigliotti | 63'  |
| 24 | DEF | Osvaldo Rodríguez  | 74'  |
| 11 | DEL | Elías Hernández    | 83'  |
| 5  | DEF | Fernando Navarro   | 105' |
| 14 | DEL | Santiago Ormeño    | 105' |

| 55' | Aldo Rocha | 1:0 |

| Acierto de penal · Fallo de penal (poste) · Acierto de penal · Acierto de penal · Acierto de penal | Jesús Angulo Aldo Rocha Edgar Zaldívar Brayan Trejo Julio Furch | 1:1 2:2 3:3 4:3 |

| Acierto de penal · Fallo de penal (atajado) · Acierto de penal · Acierto de penal · Fallo de penal (atajado) | Elías Hernández Fernando Navarro Ángel Mena William Tesillo Luis Montes | 0:1 1:1 1:2 2:3 3:3 |

| 98' · 99' | Aldo Rocha Luis Reyes |

| 85' | Emmanuel Gigliotti |

| 90' · 90+4' | Jean Meneses Emmanuel Gigliotti |

| Principal  | Marco Antonio Ortiz Nava         |
| Asistentes | Christian Kiabek Espinosa Zavala |
|            | Michel Alejandro Morales Morales |
| Cuarto     | Jorge Antonio Pérez Durán        |

|                    |     |     |
| Tiros              | 20  | 11  |
| Tiros a puerta     | 9   | 2   |
| Faltas             | 24  | 18  |
| Saques de esquina  | 5   | 6   |
| Fueras de juego    | 0   | 1   |
| Posesión del balón | 52% | 48% |

| Alineación inicial |

| 12    | POR   | Camilo Vargas       |       |
| 15    | DEF   | Diego Barbosa       |       |
| 5     | DEF   | Anderson Santamaría | 90+2' |
| 2     | DEF   | Martín Nervo        |       |
| 27    | DEF   | Jesús Angulo        |       |
| 14    | DEF   | Luis Reyes          | 110'  |
| 26    | MED   | Aldo Rocha          |       |
| 20    | MED   | Jairo Torres        | 110'  |
| 18    | MED   | Jeremy Márquez      | 78'   |
| 9     | DEL   | Julio Furch         |       |
| 33    | DEL   | Julián Quiñones     | 71'   |
| D. T. | D. T. | Diego Cocca         |       |

| 30    | POR   | Rodolfo Cota        |      |
| 28    | DEF   | José David Ramírez  |      |
| 23    | DEF   | Ramiro González     | 75'  |
| 21    | DEF   | Stiven Barreiro     |      |
| 6     | DEF   | William Tesillo     |      |
| 8     | MED   | Iván Rodríguez      | 105' |
| 22    | MED   | Santiago Colombatto | 63'  |
| 13    | MED   | Ángel Mena          |      |
| 16    | MED   | Jean Meneses        | 83'  |
| 25    | MED   | Omar Fernández      | 63'  |
| 7     | DEL   | Víctor Dávila       | 105' |
| D. T. | D. T. | Ariel Holan         |      |

| 28 | DEL | Brayan Trejo   | 71'   |
| 6  | MED | Edgar Zaldívar | 78'   |
| 21 | DEF | Aníbal Chalá   | 90+2' |
| 13 | DEF | Gaddi Aguirre  | 110'  |
| 11 | MED | Brayan Garnica | 110'  |

| 10 | MED | Luis Montes        | 63'  |
| 20 | DEL | Emmanuel Gigliotti | 63'  |
| 24 | DEF | Osvaldo Rodríguez  | 74'  |
| 11 | DEL | Elías Hernández    | 83'  |
| 5  | DEF | Fernando Navarro   | 105' |
| 14 | DEL | Santiago Ormeño    | 105' |

| 55' | Aldo Rocha | 1:0 |

| Acierto de penal · Fallo de penal (poste) · Acierto de penal · Acierto de penal · Acierto de penal | Jesús Angulo Aldo Rocha Edgar Zaldívar Brayan Trejo Julio Furch | 1:1 2:2 3:3 4:3 |

| Acierto de penal · Fallo de penal (atajado) · Acierto de penal · Acierto de penal · Fallo de penal (atajado) | Elías Hernández Fernando Navarro Ángel Mena William Tesillo Luis Montes | 0:1 1:1 1:2 2:3 3:3 |

| 98' · 99' | Aldo Rocha Luis Reyes |

| 85' | Emmanuel Gigliotti |

| 90' · 90+4' | Jean Meneses Emmanuel Gigliotti |

| Principal  | Marco Antonio Ortiz Nava         |
| Asistentes | Christian Kiabek Espinosa Zavala |
|            | Michel Alejandro Morales Morales |
| Cuarto     | Jorge Antonio Pérez Durán        |

|                    |     |     |
| Tiros              | 20  | 11  |
| Tiros a puerta     | 9   | 2   |
| Faltas             | 24  | 18  |
| Saques de esquina  | 5   | 6   |
| Fueras de juego    | 0   | 1   |
| Posesión del balón | 52% | 48% |

| Alineación inicial |

| 12    | POR   | Camilo Vargas       |       |
| 15    | DEF   | Diego Barbosa       |       |
| 5     | DEF   | Anderson Santamaría | 90+2' |
| 2     | DEF   | Martín Nervo        |       |
| 27    | DEF   | Jesús Angulo        |       |
| 14    | DEF   | Luis Reyes          | 110'  |
| 26    | MED   | Aldo Rocha          |       |
| 20    | MED   | Jairo Torres        | 110'  |
| 18    | MED   | Jeremy Márquez      | 78'   |
| 9     | DEL   | Julio Furch         |       |
| 33    | DEL   | Julián Quiñones     | 71'   |
| D. T. | D. T. | Diego Cocca         |       |

| 30    | POR   | Rodolfo Cota        |      |
| 28    | DEF   | José David Ramírez  |      |
| 23    | DEF   | Ramiro González     | 75'  |
| 21    | DEF   | Stiven Barreiro     |      |
| 6     | DEF   | William Tesillo     |      |
| 8     | MED   | Iván Rodríguez      | 105' |
| 22    | MED   | Santiago Colombatto | 63'  |
| 13    | MED   | Ángel Mena          |      |
| 16    | MED   | Jean Meneses        | 83'  |
| 25    | MED   | Omar Fernández      | 63'  |
| 7     | DEL   | Víctor Dávila       | 105' |
| D. T. | D. T. | Ariel Holan         |      |

| 28 | DEL | Brayan Trejo   | 71'   |
| 6  | MED | Edgar Zaldívar | 78'   |
| 21 | DEF | Aníbal Chalá   | 90+2' |
| 13 | DEF | Gaddi Aguirre  | 110'  |
| 11 | MED | Brayan Garnica | 110'  |

| 10 | MED | Luis Montes        | 63'  |
| 20 | DEL | Emmanuel Gigliotti | 63'  |
| 24 | DEF | Osvaldo Rodríguez  | 74'  |
| 11 | DEL | Elías Hernández    | 83'  |
| 5  | DEF | Fernando Navarro   | 105' |
| 14 | DEL | Santiago Ormeño    | 105' |

| 55' | Aldo Rocha | 1:0 |

| Acierto de penal · Fallo de penal (poste) · Acierto de penal · Acierto de penal · Acierto de penal | Jesús Angulo Aldo Rocha Edgar Zaldívar Brayan Trejo Julio Furch | 1:1 2:2 3:3 4:3 |

| Acierto de penal · Fallo de penal (atajado) · Acierto de penal · Acierto de penal · Fallo de penal (atajado) | Elías Hernández Fernando Navarro Ángel Mena William Tesillo Luis Montes | 0:1 1:1 1:2 2:3 3:3 |

| 98' · 99' | Aldo Rocha Luis Reyes |

| 85' | Emmanuel Gigliotti |

| 90' · 90+4' | Jean Meneses Emmanuel Gigliotti |

| Principal  | Marco Antonio Ortiz Nava         |
| Asistentes | Christian Kiabek Espinosa Zavala |
|            | Michel Alejandro Morales Morales |
| Cuarto     | Jorge Antonio Pérez Durán        |

|                    |     |     |
| Tiros              | 20  | 11  |
| Tiros a puerta     | 9   | 2   |
| Faltas             | 24  | 18  |
| Saques de esquina  | 5   | 6   |
| Fueras de juego    | 0   | 1   |
| Posesión del balón | 52% | 48% |

| Alineación inicial |

| Campeón Grita México Apertura 2021 |
| ---------------------------------- |
|                                    |
| Atlas                              |
| 2.° título                         |

## Estadísticas

### Clasificación juego limpio
- Datos según la página oficial.
- Fecha de actualización: 7 de noviembre de 2021

| Lugar                                | Club                                 |          |          |          | Puntos   |
| ------------------------------------ | ------------------------------------ | -------- | -------- | -------- | -------- |
| 1                                    | Necaxa                               | 28       | 0        | 1        | 31       |
| 2                                    | Atlas                                | 30       | 1        | 0        | 33       |
| 3                                    | Tigres                               | 28       | 2        | 1        | 37       |
| 4                                    | América                              | 27       | 1        | 3        | 39       |
| 5                                    | Atlético San Luis                    | 30       | 1        | 2        | 39       |
| 6                                    | Juárez                               | 31       | 0        | 3        | 40       |
| 7                                    | León                                 | 36       | 0        | 2        | 42       |
| 8                                    | Tijuana                              | 34       | 1        | 2        | 43       |
| 9                                    | Pachuca                              | 33       | 0        | 4        | 45       |
| 10                                   | Guadalajara                          | 40       | 1        | 1        | 46       |
| 11                                   | Mazatlán                             | 40       | 0        | 2        | 46       |
| 12                                   | Santos                               | 38       | 0        | 3        | 47       |
| 13                                   | UNAM                                 | 36       | 1        | 3        | 48       |
| 14                                   | Cruz Azul                            | 43       | 1        | 1        | 49       |
| 15                                   | Puebla                               | 33       | 2        | 4        | 51       |
| 16                                   | Monterrey                            | 32       | 2        | 6        | 56       |
| 17                                   | Toluca                               | 42       | 2        | 3        | 57       |
| 18                                   | Querétaro                            | 37       | 1        | 6        | 58       |
| Primera Tarjeta Amarilla             | Primera Tarjeta Amarilla             | 1 punto  | 1 punto  | 1 punto  | 1 punto  |
| Segunda Tarjeta Amarilla y Expulsión | Segunda Tarjeta Amarilla y Expulsión | 3 puntos | 3 puntos | 3 puntos | 3 puntos |
| Tarjeta Roja Directa                 | Tarjeta Roja Directa                 | 3 puntos | 3 puntos | 3 puntos | 3 puntos |

### Máximos goleadores
Lista con los máximos goleadores del torneo.
- Datos según la página oficial.

Fecha de actualización: 7 de noviembre de 2021
| Posición | Jugador              | Club                 | Goles | Min. | Frec.       |
| -------- | -------------------- | -------------------- | ----- | ---- | ----------- |
| 1º       | Nicolás López        | Tigres               | 9     | 923  | 102.56 min. |
| =        | Germán Berterame     | Atlético de San Luis | 9     | 1379 | 153.22 min. |
| 3º       | Camilo Sanvezzo      | Mazatlán             | 8     | 986  | 123.25 min. |
| 4º       | Julio Furch          | Atlas                | 6     | 1404 | 234 min.    |
| =        | Víctor Dávila        | León                 | 6     | 1036 | 172.67 min. |
| =        | Alejandro Zendejas   | Necaxa               | 6     | 1529 | 254.83 min. |
| 7º       | Julián Quiñones      | Atlas                | 5     | 1401 | 280.2 min.  |
| =        | Diego Valdés         | Santos Laguna        | 5     | 1169 | 292.25 min. |
| =        | Cristian Tabó        | Puebla               | 5     | 1421 | 284.2 min.  |
| =        | Juan Ignacio Dinenno | UNAM                 | 5     | 1424 | 284.8 min.  |

#### Tripletes o más
| Jugador          | Local                | Resultado | Visita    | Goles         | Fecha            | Jornada |
| ---------------- | -------------------- | --------- | --------- | ------------- | ---------------- | ------- |
| Germán Berterame | Atlético de San Luis | 4 - 1     | Tijuana   | 37' 39' 45+1' | 16 de septiembre | 9       |
| Víctor Dávila    | León                 | 3 - 0     | Necaxa    | 21' 51' 71'   | 6 de noviembre   | 17      |
| Roberto Alvarado | UNAM                 | 4 - 3     | Cruz Azul | 12' 21' 44'   | 7 de noviembre   | 17      |

### Máximos asistentes
Lista con los máximos asistentes del torneo
- Datos según SoccerWay.

Fecha de actualización: 7 de noviembre de 2021
| Pos. | Jugador              | Equipo        | Asistencia |      |
| ---- | -------------------- | ------------- | ---------- | ---- |
| 1º   | Rubens Sambueza      | Toluca        | 6          | 1372 |
| 2º   | Alfonso González     | Monterrey     | 4          | 1262 |
| =    | Salvador Reyes       | América       | 4          | 1248 |
| =    | Javier Aquino        | Tigres        | 4          | 1524 |
| =    | Juan Ignacio Dinenno | UNAM          | 4          | 1425 |
| =    | Leonardo Fernández   | Tigres        | 4          | 361  |
| =    | Miguel Layún         | América       | 4          | 1261 |
| =    | Erick Sánchez        | Pachuca       | 4          | 1219 |
| =    | Diego Valdés         | Santos Laguna | 4          | 1174 |

### Asistencia
Lista con la asistencia de los partidos y equipos Liga BBVA MX.

Datos actualizados a 7 de noviembre de 2021

#### Por equipo
En los promedios solamente se cuentan los partidos que contaron con asistencia de público. El porcentaje de ocupación media está calculado con base en la capacidad total del estadio, pese a que no se está utilizando el aforo completo debido a restricciones derivadas de la pandemia de COVID-19.
| Pos                | Equipo             | Total     | Media  | Más alta | Más baja | % de Ocupación media |
| ------------------ | ------------------ | --------- | ------ | -------- | -------- | -------------------- |
| 1                  | América            | 190,129   | 21,126 | 42,862   | 8,567    | 26.06%               |
| 2                  | Monterrey          | 168,256   | 21,032 | 26,755   | 15,467   | 40.96%               |
| 3                  | Tigres             | 128,855   | 17,234 | 26,243   | 9,264    | 41.14%               |
| 4                  | Cruz Azul          | 125,493   | 15,687 | 31,257   | 7,720    | 19.35%               |
| 5                  | UNAM               | 58,744    | 14,686 | 23,573   | 9,000    | 25.13%               |
| 6                  | Guadalajara        | 109,705   | 13,714 | 21,709   | 9,208    | 29.66%               |
| 7                  | Santos Laguna      | 113,348   | 12,595 | 14,658   | 11,293   | 43.28%               |
| 8                  | Juárez             | 83,868    | 10,484 | 13,992   | 7,345    | 53.21%               |
| 9                  | León               | 83,810    | 10,476 | 12,719   | 8,863    | 33.47%               |
| 10                 | Necaxa             | 78,368    | 9,796  | 13,187   | 7,251    | 41.07%               |
| 11                 | Atlas              | 83,361    | 9,262  | 13,637   | 5,568    | 16.83%               |
| 12                 | Querétaro          | 70,278    | 8,785  | 13,254   | 5,190    | 25.76%               |
| 13                 | Toluca             | 70,212    | 8,777  | 11,210   | 6,585    | 34.09%               |
| 14                 | Puebla             | 81,459    | 9,051  | 16,136   | 3,370    | 19.09%               |
| 15                 | Atlético San Luis  | 60,909    | 7,614  | 16,373   | 3,038    | 29.61%               |
| 16                 | Mazatlán           | 68,267    | 7,585  | 12,830   | 4,675    | 37.56%               |
| 17                 | Tijuana            | 56,997    | 6,333  | 10,333   | 3,333    | 24.21%               |
| 18                 | Pachuca            | 37,984    | 6,331  | 10,683   | 2,747    | 24.21%               |
| Totales del Torneo | Totales del Torneo | 1,696,286 | 11,780 | 42,862   | 2,747    | 28.37%               |

#### Por jornada
El listado excluye los partidos que fueron disputados a puerta cerrada.
| 1     | 72,564    | 10,367 | 23.38% | Monterrey vs. Puebla (20,267)     | Tijuana vs. Tigres (4,333)                |   |
| 2     | 86,387    | 9,599  | 23.55% | Monterrey vs. UNAM (20,943)       | Mazatlán vs. Pachuca (4,675)              |   |
| 3     | 67,219    | 9,603  | 28.89% | Tigres vs. Santos (14,350)        | Tijuana vs. Toluca (5,333)                |   |
| 4     | 80,391    | 10,049 | 20.14% | Monterrey vs. Pachuca (15,833)    | Atlético de San Luis vs. Necaxa (4,128)   |   |
| 5     | 84,215    | 9,357  | 26.34% | Juárez vs América (13,992)        | Tijuana vs Puebla (3,333)                 |   |
| 6     | 69,415    | 8,677  | 18.22% | Monterrey vs Guadalajara (15,467) | Atlético de San Luis vs Cruz Azul (3,909) |   |
| 7     | 84,326    | 9,369  | 24.16% | Cruz Azul vs. Pachuca (14,626)    | Tijuana vs Monterrey (3,333)              |   |
| 8     | 60,197    | 8,600  | 23.74% | América vs Mazatlán (14,637)      | Puebla vs Atlético de San Luis (3,370)    |   |
| 9     | 106,538   | 11,837 | 31.85% | Monterrey vs Tigres (26,755)      | Atlético de San Luis vs Tijuana (3,038)   |   |
| 10    | 126,063   | 14,007 | 35.81% | América vs Guadalajara (42,862)   | Pachuca vs Necaxa (4,710)                 |   |
| 11    | 98,798    | 10,978 | 26.30% | Monterrey vs. Toluca (19,836)     | Mazatlán vs. Juárez (5,880)               |   |
| 12    | 118,477   | 13,164 | 33.99% | América vs UNAM (27,571)          | Puebla vs Pachuca (5,906)                 |   |
| 13    | 118,181   | 13,131 | 32.21% | Monterrey vs. León (26,078)       | Pachuca vs. Santos Laguna (5,503)         |   |
| 14    | 111,556   | 12,395 | 30.78% | Tigres vs Pachuca (24,153)        | Puebla vs Mazatlán (5,624)                |   |
| 15    | 137,000   | 15,222 | 35.54% | América vs Tigres (32,675)        | Pachuca vs. Juárez (2,747)                |   |
| 16    | 127,871   | 14,207 | 38.40% | Cruz Azul vs. América (31,257)    | Pachuca vs. UNAM (6,887)                  |   |
| 17    | 147,088   | 16,343 | 33.91% | Tigres vs Juárez (26,243)         | Tijuana vs Pachuca (6,333)                |   |
| Total | 1,696,286 | 11,780 | 28.37% | América vs Guadalajara (42,862)   | Pachuca vs Juárez (2,747)                 | - |